# Liste der Kulturdenkmäler in Oberzent
Die folgende Liste enthält die in der Denkmaltopographie ausgewiesenen Kulturdenkmäler auf dem Gebiet  der  Stadt Oberzent, Odenwaldkreis, Hessen.
Hinweis: Die Reihenfolge der Denkmäler in dieser Liste orientiert sich zunächst an Stadtteilen und anschließend der Anschrift, alternativ ist sie auch nach der Bezeichnung, der vom Landesamt für Denkmalpflege vergebenen Nummer oder der Bauzeit sortierbar.
Kulturdenkmäler werden fortlaufend im Denkmalverzeichnis des Landes Hessen durch das Landesamt für Denkmalpflege Hessen auf Basis des Hessischen Denkmalschutzgesetzes (HDSchG) geführt. Die Schutzwürdigkeit eines Kulturdenkmals hängt nicht von der Eintragung in das Denkmalverzeichnis des Landes Hessen oder der Veröffentlichung in der Denkmaltopographie ab.

Das Vorhandensein oder Fehlen eines Objekts in dieser Liste ist keine rechtsverbindliche Auskunft darüber, ob es Kulturdenkmal ist oder nicht: Diese Liste entspricht möglicherweise nicht dem aktuellen Stand der offiziellen Denkmaltopographie. Diese ist für Hessen in den entsprechenden Bänden der Denkmaltopographie Bundesrepublik Deutschland und im Internet unter DenkXweb – Kulturdenkmäler in Hessen einsehbar. Auch diese Quellen sind, obwohl sie durch das Landesamt für Denkmalpflege Hessen aktualisiert werden, nicht immer aktuell, da es im Denkmalbestand immer wieder Änderungen gibt.
Eine verbindliche Auskunft erteilt allein das Landesamt für Denkmalpflege Hessen.
Nutze diese Kartenansicht, um Koordinaten in der Liste zu setzen. In dieser Kartenansicht sind Kulturdenkmale ohne Koordinaten mit einem roten bzw. orangen Marker dargestellt und können in der Karte gesetzt werden. Kulturdenkmale ohne Bild sind mit einem blauen bzw. roten Marker gekennzeichnet, Kulturdenkmale mit Bild mit einem grünen bzw. orangen Marker.

## Kulturdenkmäler nach Ortsteilen
Diese Liste ist nach den Stadtteilen der neuen Stadt Oberzent gegliedert, die in der Literatur oder Online-Ausgabe der Denkmaltopografie noch nicht auf dem aktuellen Stand ist.

### Airlenbach
| Bild            | Bezeichnung       | Lage                                        | Beschreibung | Bauzeit | Objekt-Nr. |
| --------------- | ----------------- | ------------------------------------------- | --- | ------- | ---------- |
| Bild gesucht BW | Gebäude           | Eichenstraße 8 LageFlur: 6, Flurstück: 16/1 | |         | 10745 DDB  |
| Bild gesucht BW | Wohnhaus          | Eichenstraße 20 LageFlur: 8, Flurstück: 53  | Eingeschossiges Fachwerkwohnhaus mit Zeltdach auf freistehendem gemauerten Keller. Der Keller war am Rundbogenportal einst datiert 1780 und weist neben dem Portal Okuli aus Sandstein auf. Das kleine Haus ist äußerst einfach konstruiert und war einst das Nebengebäude (Altenteil oder Knechtswohnung) einer Hofreite. Das Fachwerk ist verkleidet. Am Gebäude haben sich originale Bleiglasfenster sowie die originale Kellertür erhalten. Sozialgeschichtliche Gründe gaben den Ausschlag, das Gebäude als Kulturdenkmal zu betrachten.                                                                                 | 1780    | 10743 DDB  |
| Bild gesucht BW | Wohnhaus          | Im Eck 10 LageFlur: 8, Flurstück: 35/1      | Einstöckiges Wohnhaus (Einhaus) auf gemauertem Haustein-Kellersockel mit Krüppelwalmdach und Zwerchhaus zur Hofseite. Das Gebäude ist am Portal datiert 1795, die originale barocke Haustür ist mitsamt ihren Beschlägen erhalten. Stall- und Kellerportale weisen kunstvollen Reliefschmuck mit Ranken, Voluten und Wirbelrädern auf. Derselbe Steinmetz schuf wohl auch ein Türgewände der Schwinn’schen Mühle in Hetzbach und ein Kellerportal in Unter-Sensbach. Auf dem Anwesen, das einst ein Forsthof gewesen sein soll, befindet sich noch ein steinerner Brunnentrog aus dem 19. Jahrhundert mit Flachreliefschmuck. | 1795    | 10744 DDB  |
| Bild gesucht BW | Weiler Liedenbach | Liederbachweg 11 LageFlur: 5, Flurstück: 13 | Eingeschossiges Fachwerkhaus (Einhaus) auf steinernem Kellersockel, am Sockel datiert 1823. Das Gebäude weist eine hohe zweiläufige Freitreppe mit steinernem Geländer, eine bauzeitliche Haustür sowie Bleiglasfenster auf. Der rechts an das Gebäude angebaute Scheunenteil stammt aus dem 20. Jahrhundert. | 1823    | 10747 DDB  |

### Etzean
| Bild                  | Bezeichnung                                 | Lage                                     | Beschreibung | Bauzeit   | Objekt-Nr. |
| --------------------- | ------------------------------------------- | ---------------------------------------- | --- | --------- | ---------- |
| Bubenkreuz bei Etzean | Steinkreuz                                  | Am Bubenkreuz LageFlur: 4, Flurstück: 17 | Steinkreuz mit einem abgebrochenen Querarm. Seine Bezeichnung als „Bubenkreuz“ stammt von der im Odenwald häufig im Zusammenhang mit Steinkreuzen anzutreffenden Sage, zwei Buben hätten an der Stelle des Kreuzes einen dritten zu Tode gekitzelt. Das Kreuz war zeitweise an den Eisenweg versetzt, später an die alte Schule, und kehrte im späten 20. Jahrhundert an seinen ursprünglichen Standort zurück. |           | 10754 DDB  |
| Bild gesucht BW       | Gräflich-Erbach-Fürstenauischer Hof         | Am Hof 1 LageFlur: 3, Flurstück: 7       | Großes herrschaftliches Hofgut, das sich um einen rechteckigen Hof gruppiert. Der Bau der Anlage, an deren Stelle sich zuvor fünf Hubenhöfe befanden hatten, orientiert sich eng an den 1843 veröffentlichten Musterplänen der landwirtschaftlichen Vereine. Die meisten Gebäude sind als Fachwerkbauten auf massiven Sockelgeschossen ausgeführt, nur der Stall ist vollständig aus Sandstein gemauert. Außergewöhnlich ist der im Odenwald sonst nur selten vertretene Scheunentyp mit drei Tennen. Die Anlage hat nicht nur aufgrund ihres herrschaftlichen Charakters Denkmalwert, sondern auch wegen ihrer isolierten Lage Bedeutung zur Dokumentation des aus verstreut liegenden Einzelhöfen bestehenden Dorftyps. | 1856–1862 | 10751 DDB  |
| Bild gesucht BW       | Ehemaliges Erbach-Fürstenauisches Forsthaus | Ortsstraße 8 LageFlur: 1, Flurstück: 58  | Einstöckiges verschindeltes Fachwerkhaus auf massivem Keller-Stall-Sockel, im Stil eines Einhauses, mit Zwerchhaus und Krüppelwalmdach. Keller- und Staltüren weisen Ohrenreliefs auf, die Kellertür trägt im Sturz die Initialen ASGZEF und die Datierung 1748. Das Haus soll sich ursprünglich auf dem Hohberg befunden haben und später an seinen heutigen Standort versetzt worden sein. Der Scheunenteil des Gebäudes wurde vielleicht nachträglich anlässlich des Wiederaufbaus am heutigen Standort ergänzt. |           | 10752 DDB  |
| Bild gesucht BW       | Dorfbrunnen und Pumphäuschen                | Ortsstraße 16 LageFlur: 1, Flurstück: 38 | Der Dorfbrunnen ist ein Laufbrunnen von 1851, der sich ursprünglich mit drei Wannen auf der gegenüberliegenden Straßenseite befand und 1985 mit nur noch einer länglichen Wanne neben das 1901 erbaute steinerne Pumpenhäuschen versetzt wurde. |           | 10753 DDB  |

### Falken-Gesäß
| Bild            | Bezeichnung                                       | Lage                                                                                | Beschreibung | Bauzeit | Objekt-Nr. |
| --------------- | ------------------------------------------------- | ----------------------------------------------------------------------------------- | --- | ------- | ---------- |
| Bild gesucht BW | an der Landstraße beim Gasthaus „Zum Schlawitzer“ | Beerfelder Straße LageFlur: 8, Flurstück: 142/8                                     | Der Laufbrunnen wurde 1837 beim Bau der Landstraße von Beerfelden nach Finkenbach errichtet. Die Brunnensäule hat die Form einer toskanischen Säule, das Wasser ergießt sich in einen davor befindlichen kelchförmigen Trog. Der Brunnen ist von einer kleinen gemauerten Anlage mit Steinbänken umgeben. | 1837    | 10765 DDB  |
| Bild gesucht BW | Reste der St. Leonhardskapelle und Laufbrunnen    | Leonhardshof, Leonhardshof 7 LageFlur: 9, Flurstück: 36/5, 36/7                     | Grundmauern einer spätgotischen Wallfahrtskirche aus der Zeit um 1500, die jedoch schon zur Zeit der Reformation um 1560 in Verfall geriet. Aufgrund erhaltener Steinmetzzeichen wird Hans Eseler als Erbauer der Kapelle vermutet. In der Mitte des 19. Jahrhunderts waren noch aufragende Teile der Ruine der Kapelle erhalten, die der Maler A. Decker 1852 in einer Aquarellskizze festhielt. Die Kapelle wurde später aber weiter abgetragen. Vereinzelte Werkstücke aus der Kapelle wurden in der Eberhardsburg im Eulbacher Park, in der Kapelle von Schloss Fürstenau und in der Friedhofskapelle von Beerfelden vermauert. Die heute sichtbaren Mauerreste wurden bei Grabungen 1932 und 1963 gesichert. Eine Quelle, die einst in der Kapelle geflossen sein soll, wurde später nordöstlich der Ruine mit Brunnenhaus und Laufbrunnen neu gefasst. Zeitweise (noch 1955) diente der Rest eines spätmittelalterlichen Bildstocks als Brunnentrog, heute hat der Brunnen einen profilierten Brunnenstock sowie einen Sandsteintrog und der alte Bildstock wurde daneben aufgestellt. |         | 10764 DDB  |
| Bild gesucht BW | Stellsteinreihe                                   | Obere Ortsstraße, Alte Chaussee 3 LageFlur: 1, Flurstück: 53/2, 57/5                | Die Stellsteinreihe gegenüber dem Gasthaus „Traube“ ist die letzte gut erhaltene Stellsteinreihe in Falken-Gesäß. Sie diente ursprünglich dem Schutz eines Bauerngartens vor Tieren oder zur Markierung einer Hubengrenze. |         | 10756 DDB  |
| Bild gesucht BW | Falkenhof                                         | Obere Ortsstraße 8 LageFlur: 3, Flurstück: 116/1                                    | | 1917/18 | 956909 DDB |
| Bild gesucht BW | Einstige Mühle                                    | Obere Ortsstraße 14 LageFlur: 4, Flurstück: 65/1                                    | Umfangreicher Baukomplex mit Gebäuden verschiedener Epochen. Die ältesten Bauteile der Anlage stammen aus der Zeit der Renaissance, darunter das Erdgeschoss des Mühlengebäudes aus dem 16./17. Jahrhundert mit Rundbogenportalen sowie der unter dem modernen Wohnhaus befindliche Keller mit reliefgeschmücktem Rundbogenportal aus dem 16. Jahrhundert, mit nachträglichen Datierungen 1667 und 1830. Gegenüber dem Mühlengebäude befindet sich ein verkleidetes Fachwerkgebäude, das auf einem massiven Kellergeschoss mit Rundbogenportal von 1720 errichtet wurde. |         | 10757 DDB  |
| Bild gesucht BW | Sachteil: Kellerportal                            | Raudelle 8 LageFlur: 2, Flurstück: 64/3                                             | Aus geschichtlichen Gründen ist der Türsturz des ehemaligen gräflichen Forsthauses mit den Initialen J.G.G.K. und der Datierung 1765 als Sachteil ein Kulturdenkmal. Ebenfalls erhalten sind Teile der Einfriedung und der runden Abdeckplatten. |         | 10760 DDB  |
| Bild gesucht BW | Wohnhaus                                          | Raudelle 63 LageFlur: 2, Flurstück: 42/22                                           | Einstöckiges traufständiges Fachwerkgebäude auf hohem massiven Kellerstallsockel. Das Kellerportal trägt die Initialen GLH und die Datierung 1852. Zum Eingang des Fachwerkgeschosses führt eine einläufige Freitreppe. Das Fachwerk wurde um 1900 größtenteils verschindelt und blieb nur auf der Nordseite unverkleidet. Der Bautyp des Einhauses hat sich in diesem Gebäude außerordentlich gut erhalten. Historisch bedeutsam sind außerdem der zugehörige Laufbrunnen neben dem Haus sowie ein altes Stallgebäude mit Backofen. | 1852    | 10759 DDB  |
| Bild gesucht BW | Harzmühle                                         | Untere Ortsstraße 23 LageFlur: 11, Flurstück: 79                                    | Die so genannte Harzmühle in der Elsenbach war im 19. Jahrhundert im Besitz der Beerfelder Tuchmacherzunft. Das Gebäude ist ein einstöckiges Fachwerkhaus auf hohem massivem Sockelgeschoss mit Biberschwanz-Zeltdach. Das Haus wurde im 18. oder 19. Jahrhundert erbaut. Südlich des Hauses befindet sich eine Stellsteinreihe, die eventuell einst die Einfassung des Mühlgrabens bildete. |         | 10761 DDB  |
| Bild gesucht BW | Mühle                                             | Untere Ortsstraße 25, Untere Ortsstraße (K 32) LageFlur: 11, Flurstück: 138/4, 59/2 | An der Unteren Ortsstraße befanden sich einst zwei nebeneinander gelegene Mühlen, die von einem gemeinsamen Mühlgraben gespeist wurden. Eine dieser Mühlen blieb im Gebäude mit der Nr. 25 erhalten, das in seiner heutigen Form ein verschindelter zweistöckiger traufständiger Fachwerkbau aus dem 19. Jahrhundert ist. Im Haus befindet sich eine (seit 1742 nachgewiesene) Turbine, die mittels einer unterirdischen Antriebswelle eine auf der anderen Straßenseite gelegene Häckselmaschine betreibt. Zur Mühle gehört außerdem ein altes Backhäuschen. Die benachbarte zweite Mühle wurde 1985 durch einen villenartigen Neubau ersetzt. | 19. Jh. | 10762 DDB  |
| Bild gesucht BW | Wohnstallhaus                                     | Untere Ortsstraße 42 LageFlur: 10, Flurstück: 3/4                                   | Wohnstallhaus als eingeschossiges Fachwerkhaus auf hohem massiven Sockel mit einläufiger Freitreppe und 1857 datiertem Kellersturz. Das Gebäude wurde (vielleicht um 1900) durch den Anbau einer Scheune mit rückwärtigem Schleppdach zu einem Einhaus erweitert, im frühen 20. Jahrhundert wurde seitlich noch eine Metzgerei angebaut. Das Fachwerk ist verschindelt. | 1857    | 10763 DDB  |

### Finkenbach
| Bild                                    | Bezeichnung                        | Lage                                                             | Beschreibung | Bauzeit | Objekt-Nr. |
| --------------------------------------- | ---------------------------------- | ---------------------------------------------------------------- | --- | ------- | ---------- |
| Bild gesucht BW                         | Hubenhof („Schulzengut“)           | Beerfelder Straße 5/5A LageFlur: 2, Flurstück: 41/2, 42/10, 42/9 | Der gut erhaltene Hubenhof bildet eine Sachgesamtheit. Das Wohnhaus ist ein einstöckiges verschindeltes Fachwerkhaus im Stil eines Einhauses, bei dem Wohnung, Stall und Scheune unter einem Dach sind. Das von einem Krüppelwalmdach mit mittigem Zwerchhaus mit Dreiecksgiebel überdeckte Haus ist am massiven Keller datiert 1768, alte eingemauerte Reliefsteine mit Beschlagwerk datieren sogar 1609. Gegenüber dem Hauptgebäude befindet sich ein kleineres Wohnhaus („Altenteil“) aus dem 19. Jahrhundert, das auf einem älteren Keller steht, dessen mit Rosettenreliefs geschmücktes Rundbogenportal abermals 1609 datiert ist. Im Südwesten wird der Hof von einer 1820 erbauten Doppeltennenscheuer abgeschlossen, an die nachträglich eine Göpelhalle angebaut wurde. Im Hubenhof befinden sich außerdem ein alter Laufbrunnen mit zwei Trögen und ein Schweinestall mit Backofen. Vor dem Hof befindet sich eine aus Sandstein gefertigte Apfelquetsche, an der südlichen Grundstücksgrenze Reste einer Stellsteinreihe. |         | 11723 DDB  |
| Bild gesucht BW                         | Wohnstallhaus („Flachsenschmiede“) | Beerfelder Straße 15 LageFlur: 2, Flurstück: 9                   | Giebelständiges einstöckiges Fachwerkhaus auf hohem Steinsockel. Das Fachwerk ist rein konstruktiv ohne Zierelemente. Nach Osten hin ist das Fachwerk verkleidet, sonst liegt es frei. Traufseitig führt eine einläufige Freitreppe zur Haustür mit originalen Türblatt im Fachwerkgeschoss. Am Küchenfenster ragt ein Spülstein nach außen aus der Fassade. | 1864    | 11724 DDB  |
| Bild gesucht BW                         | Wohnhaus                           | Beerfelder Straße 23/25 LageFlur: 2, Flurstück: 17, 19           | Einstiges Wohnhaus eines Hubenhofes, in traufständig gestelzter Bauweise dreifach gegliedert. Dach Fachwerk ist teilweise verschindelt. Am Keller ist das Haus datiert 1823. Im Nördlichen Teil wurde das Dach in jüngerer Zeit mit einer Reihengaube ausgebaut. Zum traufständigen Eingang führt eine hohe einläufige Freitreppe, die einst eine monolithe Sandstein-Deckplatte aufwies. Vor dem Haus befindet sich ein Laufbrunnen ohne Brunnenstock. | 1823    | 11725 DDB  |
| Bild gesucht BW                         | Tagelöhnerhaus des Atzelhofs       | Forststraße 14 LageFlur: 8, Flurstück: 51                        | Das möglicherweise auf das Altenteil des Atzelhofs zurückgehende Gebäude aus dem frühen 19. Jahrhundert wurde zum Einhaus erweitert. Es handelt sich um ein einstöckiges Fachwerkgebäude aus konstruktivem, an der Giebelseite verschindelten Fachwerk auf einem hohen massiven Stallsockel, vor dem eine einläufige Freitreppe zur Haustür im Fachwerkstock führt. In der rechten Haushälfte befindet sich der Scheunenteil. Im Giebel sind originale Bleiglasfenster erhalten. Zugehörig ist ein hinter dem Haus befindlicher Schweinestall mit Backofen. | 19. Jh. | 11726 DDB  |
| Bildstock                               | Bildstock                          | Hainbrunner Straße LageFlur: 1, Flurstück: 94                    | Der spätgotische Bildstock liegt am alten Pilgerweg nach Walldürn. Der 1,75 Meter hohe Bildstock steht auf einem Steinsockel mit eingehauenem Kreuz, weist an der Säule ein als Flachrelief gearbeitetes Tatzenkreuz auf und endet oben mit einer gegiebelten Nische, an deren Spitze ein weiteres kleines Kreuz ist. |         | 11727 DDB  |
| Bild gesucht BW                         | Johanns-Mühle                      | Hainbrunner Straße 15 LageFlur: 1, Flurstück: 79                 | Das auf eine Mühle zurückgehende Gebäude wurde um 1910 zur Villa des Fabrikanten Labiola umgestaltet. Einstöckiger giebelständiger Backsteinbau mit Lisenen, Fachwerkdrempel und Giebel im Stil eines Schweizerhauses. Der in Fachwerk ausgeführte seitliche Vorbau mit dem Eingang zum Gebäude wurde eventuell erst später ergänzt. Das Gebäude steht stellvertretend für das Eindringen städtischer Architektur in ländliche Gebiete im Zuge der Industrialisierung. | um 1910 | 11728 DDB  |
| Direkt Bild zu diesem Denkmal hochladen | Lisa-Brunnen                       | Hinterbacher Straße Flur: 6, Flurstück: 3/26                     | Der Brunnen geht auf eine Mineralquelle zurück, die in den 1920er Jahren von einem Wiesbadener Unternehmer erschlossen und bis nach dem Zweiten Weltkrieg gewerblich genutzt wurde. Von dieser Nutzung bleibt die Quellfassung in Form des Lisa-Brunnens erhalten. |         | 11729 DDB  |
| Bild gesucht BW                         | Tagelöhnerhaus                     | Hinterbacher Straße 13 LageFlur: 12, Flurstück: 30               | Kleiner einstöckiger Fachwerkbau auf massivem Stallsockel, mit verlatteter Halbscheune, außenliegender Treppe an der Giebelseite und außenliegendem Aborthäuschen. Das lange Zeit unversehrt erhaltene Gebäude aus der Mitte des 19. Jahrhunderts hat durch eine unsachgemäße Sanierung seinen ursprünglichen Charakter eingebüßt. | 19. Jh. | 11730 DDB  |
| Direkt Bild zu diesem Denkmal hochladen | „Armbruststein“                    | Lenzengrund Flur: 5, Flurstück: 44                               | Aufrecht im Boden stehende und 65 cm aus diesem herausragende Steinplatte, auf deren Vorderseite eine Armbrust und ein Rad eingeritzt sind. Der Stein wird bereits 1518 urkundlich erwähnt. Sein tatsächliches Alter ist unbekannt. Der Stein könnte die Grenze zur Mark Heppenheim markiert haben. |         | 11732 DDB  |

### Gammelsbach
| Bild            | Bezeichnung                                           | Lage | Beschreibung | Bauzeit | Objekt-Nr. |
| --------------- | ----------------------------------------------------- | --- | --- | ------- | ---------- |
| Bild gesucht BW | Sachteil: Laufbrunnen                                 | Am Freudenberg 12 LageFlur: 7, Flurstück: 2/14 | Ehemaliger Laufbrunnen aus der Mitte des 19. Jahrhunderts, aus Sandstein gefertigt. Der lange schmale Brunnentrog ist heute bepflanzt, der rechteckige Brunnenstock ist von einer Kugel bekrönt. | 19. Jh. | 10767 DDB  |
| Bild gesucht BW | Sachteil: Schweinestall und Backhaus                  | Am Freudenberg 20, Hofgut LageFlur: 6, Flurstück: 33/1, 36/10 | Schweinestall einer aufgelassenen Hofreite, mit integriertem Backhaus, inschriftlich datiert 1898. Die Hofreite umfasste einst neben dem Stall ein Wohnhaus, eine (1869 erbaute) Scheune und einen separaten Keller. Als eines der letzten Exemplare der im Odenwaldkreis einst häufig anzutreffenden Kombination aus Stall und Backhaus gilt das Objekt als Kulturdenkmal. | 1898    | 10768 DDB  |
| Bild gesucht BW | Sachteil: Brunnen                                     | Am Schloßberg 5 LageFlur: 8, Flurstück: 225 | Laufbrunnen mit zwei Wannen und knaufartig bekröntem Brunnenstock, am Knauf bezeichnet FEK 1816. | 1816    | 10769 DDB  |
| Bild gesucht BW | Sachteil: Inschrift am Kellerportal                   | Am Schloßberg 7 LageFlur: 8, Flurstück: 15/1 | Der gerade Türsturz des Kellerportals eines Wohnhauses trägt die historische Inschrift JOHAN.LEONHARD.IHRIG/1759, die aus geschichtlichen Gründen als Kulturdenkmal gilt. | 1759    | 10770 DDB  |
| Bild gesucht BW | Sachteile: Laufbrunnen und Kellerportal               | Am Schloßberg 24 LageFlur: 8, Flurstück: 88/5 | Im Hof des Anwesens Am Schloßberg 24 befindet sich ein gut erhaltener Brunnen mit zwei Wannen und knaufbekröntem Brunnenstock aus dem frühen 19. Jahrhundert. Das Kellerportal des Wohnhauses trägt die Datierung 1736. |         | 10771 DDB  |
| Bild gesucht BW | Wohnhaus                                              | Am Schloßberg 26 LageFlur: 8, Flurstück: 89/3 | Einstöckiges Fachwerkhaus auf massivem Kellersockel, daran datiert 1826. Das Fachwerk des von einem Krüppelwalmdach mit traufseitigem Zwerchhaus bedeckten Hauses ist außergewöhnlich aufwändig und zeigt K-Streben sowie Andreaskreuze. Die zugehörige Scheune weist einen Hausstein von 1763 auf. | 1826    | 10772 DDB  |
| Bild gesucht BW | Keilsteinbrücke und Grenzsteine                       | Die alte Straße LageFlur: 14, Flurstück: 11 | Die Keilsteinbrücke auf Höhe der Landesgrenze wurde wohl noch im 18. Jahrhundert erbaut. Die Brücke hatte einst beidseitige Brüstungsmauern, von denen die talseitige abgebrochen wurde. Neben der Brücke befinden sich zwei alte Grenzsteine von 1793 und 1844 mit den Wappen von Erbach und Eberbach. Ungefähr 300 Meter entfernt steht mit dem etwa 70 cm breiten sogenannten Pannenstein ein weiterer Grenzstein am Zufluss eines Seitenbaches. Er ist auf der Eberbacher Seite beschriftet EB 1793 und trägt auf der Erbacher Seite die Erbacher Sterne. | 18. Jh. | 10789 DDB  |
| Bild gesucht BW | Brücke über den Gammelsbach                           | Die alte Straße LageFlur: 1, Flurstück: 115/2 | Die Brücke vereint drei unterschiedliche Konstruktionen aus unterschiedlichen Epochen. Ganz unten ist eine Lage monolither Blöcke, vermutlich aus dem 18. Jahrhundert. Darüber ist eine Konstruktion des 19. Jahrhunderts mit Pfeilern und Eisbrechern errichtet worden. Schäg darüber verläuft der moderne Brückenbelag. |         | 10790 DDB  |
| Bild gesucht BW | „Bärenstein“                                          | Die Herrnwiese LageFlur: 14, Flurstück: 50 | Der „Bärenstein“ ist ein großer länglicher Felsblock, der seinen Namen daher trägt, dass dort einst ein Wanderer von einem Bären getötet wurde. Auf der Oberseite sind einige verwitterte Buchstaben zu erkennen. Eine tiefe Einkerbung kennzeichnet den Stein außerdem als Dengelstein, an dem einst Sensen geschärft wurden. |         | 10788 DDB  |
| Bild gesucht BW | Wohnhaus                                              | Fichtenweg 39 LageFlur: 1, Flurstück: 110/3 | Kleines eingeschossiges Fachwerkwohnhaus auf massivem Stallkellersockel in Hanglage, mit einläufiger Freitreppe zum Wohnstock und Satteldach. Das Dachgeschoss weist eine wohl moderne Schleppgaube auf und ist zu Wohnzwecken ausgebaut. Das Haus ist am Kellerportal datiert 1748 und damit eines der ältesten Häuser in Gammelsbach. Das Fachwerk des Hauses ist noch in bauzeitlichem Gefüge erhalten. | 1748    | 10773 DDB  |
| Bild gesucht BW | Aquädukt                                              | Gammelsbach LageFlur: 13, Flurstück: 10 | Das kleine Aquädukt aus Sandsteinplatten an der Landesgrenze zu Baden wurde im frühen 19. Jahrhundert erbaut und diente einst dazu, das Wasser von einer Quelle auf badischer Seite über den die Grenze bildenden Bach zu einer Wiese auf hessischer Seite zu führen, um kostspielige Wasserrechte zu umgehen. | 19. Jh. | 10787 DDB  |
| Bild gesucht BW | Ehemaliger Eisenhammer                                | Hammerweg 11 LageFlur: 1, Flurstück: 54/15 | Der Eisenhammer in Gammelsbach dürfte bereits im späten Mittelalter bestanden haben. Der bedeutendste bauliche Überrest ist das massive zweistöckige Große Haus, das Wohnhaus des Hammerherrn aus der Zeit des Spätbarocks, mit zweiläufiger Freitreppe, Eckpilasterung und Stockwerksgesimsen. Das Portal des Hauses weist Reliefschmuck auf. Der zum Haus gehörige Garten ist mit Steinpfosten und schmiedeeisernen Gittern eingefriedet. Die Hammerschmiede, die seit dem 19. Jahrhundert von der Kammfabrik Labriola genutzt wurde, besteht nicht mehr. Einige Mauerreste mit der Datierung 1865 sind erhalten. Vollkommen abgegangen ist das so genannte Hammerhaus, ein langgestrecktes einstöckiges Fachwerkgebäude auf massivem Sockelgeschoss, in dem sich fünf Arbeiterwohnungen befanden und das 1985 abgerissen wurde. |         | 10774 DDB  |
| Bild gesucht BW | Sachteile: Haustür und Laufbrunnen                    | Neckartalstraße 1 LageFlur: 6, Flurstück: 5 | Zweiflügelige klassizistische Haustür mit Oberlicht am Fachwerkwohnhaus der nördlichsten Gammelsbacher Hofreite. Vor dem Gebäude ein Laufbrunnen aus dem 19. Jahrhundert mit zu beiden Seiten des Brunnenstocks angeordneten länglichen Sandsteinwannen. | 19. Jh. | 10776 DDB  |
| Bild gesucht BW | Wohnhaus                                              | Neckartalstraße 28, Neckartalstraße 26a LageFlur: 4, Flurstück: 5/11, 5/12 | Massives einstöckiges Wohnhaus auf hohem Kellergeschoss, als Abschluss eines hufeisenförmigen Hubenhofes. Zum klassizistischen Portal mit seiner profilierten Verdachung führte einst eine 1985 abgetragene zweiläufige Freitreppe. Am Kellerportal ist der Name des Erbauers Adam Helm und das Baujahr 1843 zu lesen. Das aufgrund seiner massiven Ausführung mit Stockwerksgesimsen und der ausladenden einstigen Treppe nahezu herrschaftlich wirkende Gebäude weist noch die originalen Tür- und Fensterfüllungen auf und hat einen doppelten Speicher in den Giebelgeschossen. Außerhalb des Hauses befinden sich zwei zugehörige Gewölbekeller, von denen der freistehende 1831 datiert ist. Der Stall des Anwesens, der 1954 zu Wohnzwecken ausgebaut wurde, trägt in einer Wand ein Wappen aus dem 17. oder 18. Jahrhundert, das bisher nicht gedeutet werden konnte. Es zeigt einen auf einer schrägstehenden Säule reitenden Löwen. | 1843    | 10777 DDB  |
| Bild gesucht BW | Sachteile: Laufbrunnen, Hausinschrift und Kelterstein | Neckartalstraße 107 LageFlur: 8, Flurstück: 149/1 | Das Wohnhaus in der Neckartalstraße 107 wurde nahezu komplett modern umgebaut. Lediglich die Giebelseite weist noch das ursprüngliche Fachwerk auf. Darin vermauert ist der ehemalige Türsturz des Gebäudes, der das Baujahr 1683 nennt. Auf dem Grundstück befindet sich noch ein reich verzierter Kelterstein von 1743 sowie ein inzwischen als Pflanzkübel genutzter alter Laufbrunnen aus dem 19. Jahrhundert mit kugelbekröntem Stock und zwei Trögen. |         | 10778 DDB  |
| Bild gesucht BW | Speicher                                              | Neckartalstraße 153 LageFlur: 1, Flurstück: 104/2 | Vierstöckiger verschindelter Gewerbebau mit flachem Satteldach, erbaut 1904 und erweitert in den 1920er Jahren, zum Lagern und Trocknen von Waldsamen, die vor dem Zweiten Weltkrieg in dem Gebäude auch noch gedroschen wurden. | um 1904 | 10780 DDB  |
| Bild gesucht BW | Ehemaliges Erbach-Fürstenauisches Forsthaus           | Neckartalstraße 159 LageFlur: 1, Flurstück: 106/2 | Zweigeschossiges Einhaus mit Krüppelwalmdach, Erdgeschoss aus Sandstein mit Randquaderung, Obergeschoss aus verschindeltem Fachwerk. Unter der Wohnhälfte giebelseitig unterkellert. Der Türsturz der Eingangstür im Erdgeschoss ist datiert 1807. Im Garten hat sich ein Laufbrunnen von 1861 mit kugelbekröntem Stock und rechteckigem Trog erhalten. Das Grundstück war einst von einer Stellsteinreihe umfriedet. | 1807    | 10781 DDB  |
| Bild gesucht BW | Friedhofsmauer                                        | Oberer Mühlweg 3 LageFlur: 7, Flurstück: 28 | Sandsteinmauer mit oberem Abschluss im Stil von Bischofsmützen. Die Mauer folgt dem Geländeverlauf des an einem Hang liegenden Friedhofs und hat gelegentlich Abstufungen. Der Eingang besteht aus zwei kugelbekrönten Sandsteinpfeilern. | 19. Jh. | 10782 DDB  |
| weitere Bilder  | Burg Freienstein                                      | Ruine Freienstein, Am Schlossberg, Am Schlossberg 28, 28a, 32, 33, 35, 36, Auf dem Schloßbuckel, Mähacker, Sommerhelle, Sommerhelle 5, 7, 9, 11 LageFlur: 8, Flurstück: 108, 109, 110/13–16, 110/4, 110/6, 111/10, 111/16, 111/21+22, 111/33, 111/37–39, 111/43, 111/9, 179/2, 65/13–17, 65/4, 65/5, 66, 67, 68/1, 71/2, 74/3, 74/4, 83/1, 85/1, 86/1, 95 | Ruine einer mittelalterlichen Hangburg auf dem Sporn des Weckbergs. Die Burg diente einst zur Überwachung des Gammelsbachtales und als Sitz des Amts Freienstein. Sie war noch im 17. Jahrhundert gut unterhalten, wurde aber nach 1700 nicht mehr ständig bewohnt und geriet danach in Verfall. Nach dem Stadtbrand in Beerfelden 1810 wurde die Burg als Steinbruch zum Wiederaufbau der Stadt genutzt. Trotz Sicherungsmaßnahmen ab dem frühen 20. Jahrhundert sind immer wieder Teile der Ruine eingestürzt, zuletzt 1987 und 1988 Teile der Schildmauer. Während einige äußere Bereiche der Burg wie die Tor- und Vortoranlage fast komplett abgegangen sind, sind Zwinger und Kernburg, vor allem aber der turmartige Pallas noch als voluminöse Baukörper erhalten. Die baulichen Überreste lassen Stilmnerkmale des 13. bis 16. Jahrhunderts erkennen. Die Burg hat aufgrund ihrer Geschichte und ihrer Architektur vielfältige Bedeutung und ist die bestimmende Landmarke des Gammelsbachtals. Um die Fernwirkung der Burg und der sie umgebenden Landschaft zu erhalten, bildet sie mit den umgebenden Flurstücken eine Sachgesamtheit. |         | 10786 DDB  |
| Bild gesucht BW | Wohnhaus                                              | Steingrund 27 LageFlur: 5, Flurstück: 20/2 | Einstöckiges verschindeltes Fachwerkgebäude auf hohem massivem Sockel, mit einläufiger Freitreppe. Einhaus einer kleinbäuerlichen Hofreite aus dem frühen 19. Jahrhundert. Der nördliche Gebäudeteil war einst der Scheunenteil und wurde nachträglich zu Wohnzwecken umgebaut. | 19. Jh. | 10783 DDB  |
| weitere Bilder  | Sachgesamtheit Jagdhaus Steingrund                    | Steingrund 31, Steingrund, Steingrund 34, Steingrundswiese, Ober der Steingrundswiese, Karl-Hans-Strobl-Straße LageFlur: 5, Flurstück: 100, 101, 102, 103, 17/2, 18/1, 63/3, 63/4, 64/2, 65/2, 65/3, 75/36–40, 75/60–63, 77/13, 77/14, 82 | Ehemaliges Jagdhaus der Grafen von Erbach-Fürstenau, erbaut 1767–1769 durch den gräflichen Rentamtmeister Klump für Ludwig II. von Erbach-Fürstenau. Zweigeschossiger massiver Putzbau mit Haustein-Ortskanten und Krüppelwalmdach. Mit seinen sechs Fensterachsen und der exponierten Lage des Hauses an der Gabelung von zwei Seitentälern auf einem terrassenartig umsäunten Plateau ragt das herrschaftliche Gebäude aus den übrigen Jagdhöfen der Erbacher Grafen deutlich hervor. Um der Wirkung des Gebäudes in seiner umgebenden Landschaft zu schützen, bildet es mit einigen umliegenden Flurstücken die Sachgesamtheit Steingrund. | 1767–69 | 10784 DDB  |
| Bildstock       | Bildstock                                             | Unter der Straße (Ecke Am Schloßberg/Neckartalstraße) LageFlur: 8, Flurstück: 193/2 | Monolither Bildstock der vorreformatorischen Zeit aus Sandstein, mit dachartig schließender, heute leerer Nische. Gehörte einst zum Prozessionsweg nach Walldürn (ähnliche Exemplare sind in Rothenburg-Finkenbach und Schönmattenwag (Landkreis Bergstraße) erhalten). |         | 10775 DDB  |
| Bild gesucht BW | Stallscheune                                          | Unterer Erbsenbach 1 LageFlur: 1, Flurstück: 175/3 | Einst wohl nur zweizonige, aber inzwischen dreizonige Stallscheune mit massivem Stallbereich und verlattetem Fachwerk. Das Scheunentor weist einen außenliegenden Holzbeschlag auf, wie er ansonsten eher weiter südlich in Baden um 1780 verbreitet war. |         | 10785 DDB  |

### Hebstahl
| Bild            | Bezeichnung                               | Lage                                                      | Beschreibung | Bauzeit | Objekt-Nr. |
| --------------- | ----------------------------------------- | --------------------------------------------------------- | --- | ------- | ---------- |
| Bild gesucht BW | Odenwaldbahn (1), Mümlingtalbahn          | Eisenbahn LageFlur: 7, Flurstück: 12, 13, 6               | |         | 953587 DDB |
| Bild gesucht BW | Wohnhaus                                  | Hebstahler Straße 21 LageFlur: 1, Flurstück: 167          | Eingeschossiges, giebelständiges Wohnhaus einer ehemaligen Hofreite, allseitig verklinkterer Fachwerkbau auf hohem massiven Kellersockel, bedeckt von einem Satteldach mit an der Nordtraufe weit vorkragendem Dachfuß. Trotz der Verklinkerung lässt sich eine weitgehend originale Befensterung des Gebäudes erkennen, so dass das Fachwerk aus dem späten 18. Jahrhundert wohl auch weitgehend ungestört sein dürfte.                                           | 18. Jh. | 11740 DDB  |
| Bild gesucht BW | Wohnstallhaus                             | Hebstahler Straße 25 LageFlur: 1, Flurstück: 162          | Einstöckiges Wohnstallhaus in Hanglage, Fachwerkbau auf hohem Bruchsteinsockel mit Ortquaderung in Haustein und ohrenartiger Profilierung am Kellerportal, bedeckt von einem Satteldach. Das Baujahr 1760 ist bei den Bewohnern überliefert. Das Haus ist ein gut erhaltenes Beispiel eines für das Sensbachtal typischen Bauernhauses. | 1760    | 11741 DDB  |
| Bild gesucht BW | Inschriftenstein in einer Bruchsteinmauer | Hebstahler Straße 51, 55 LageFlur: 1, Flurstück: 119, 123 | Der Inschriftenstein in der die Dorfstraße gegen den Hang absichernden Trockenmauer teilt mit, dass Peter Rabnsbach die Mauer 1585 errichtet hat. Rabnsbach war wohl Hübner des benachbarten Hofes. | 1585    | 11742 DDB  |
| Bild gesucht BW | Sachteil: Kellerportal                    | Hebstahler Straße 55 LageFlur: 1, Flurstück: 119          | Das Kellerportal ist datiert 1758 und weist das kleine einstöckige Bauernhaus als ältestes Haus des Dorfes aus. Im Portalbereich und auf der Rückseite ist das Haus erheblich verändert worden, so dass nur das Kellerportal als Kulturdenkmal ausgewiesen wurde. | 1758    | 11743 DDB  |
| Bild gesucht BW | Wohnhaus                                  | Hebstahler Straße 79 LageFlur: 2, Flurstück: 48           | Traufständiges eingeschossiges Fachwerkhaus auf hohem Bruchsteinsockel mit Ställen und einer zur Garage ausgebauten ehemaligen Scheune, bedeckt von einem Satteldach. Die seitliche Freitreppe des Gebäudes wurde erneuert, das Fachwerk ist nach Süden und Osten neu verschindelt, wodurch das Gebäude auch beispielhaft für gute Instandsetzung historischer Bausubstanz steht.                                                                                  |         | 11744 DDB  |
| Bild gesucht BW | Wohnhaus                                  | Hebstahler Straße 85 LageFlur: 2, Flurstück: 44           | Traufständiges eingeschossiges Fachwerkhaus auf hohem Bruchsteinsockel mit Ställen und Kellern, bedeckt von einem Satteldach. Das Haus ist quergeteilt und weist rückwärtig zwei Eingänge auf. Allseitig ist das Haus noch original verschindelt, ebenso sind die originalen Bleiglasfenster erhalten. Das Dachgeschoss wurde zu Wohnzwecken ausgebaut, sonst ist das Gebäude ein unversehrtes Beispiel für ein Tagelöhner-Doppelhaus des frühen 19. Jahrhunderts. | 19. Jh. | 11745 DDB  |
| Bild gesucht BW | Sachteil: Schweinestall mit Backofen      | Hebstahler Straße 89 LageFlur: 2, Flurstück: 43           | Kleines, massives eingeschossiges Gebäude aus roh zugehauenen Sandsteinquadern, bedeckt von einem weit vorkragenden Satteldach. Das Gebäude vereint Schweinestall und Backofen in sich, die in dieser Kombination im Odenwaldkreis häufig anzutreffen sind. Im Dorf ist das Gebäude das letzte gut erhaltene Beispiel dieses Typs. |         | 11746 DDB  |

### Hesselbach
| Bild                 | Bezeichnung                       | Lage                                                                                  | Beschreibung | Bauzeit | Objekt-Nr. |
| -------------------- | --------------------------------- | ------------------------------------------------------------------------------------- | --- | ------- | ---------- |
| Bildstock 1          | Bildstock 1                       | Flur „Die Hausgewann“ (nahe Flur „Der Spitzacker“) LageFlur: 1, Flurstück: 196/2      | Tafel: Vesperbild; auf den Seitenflächen Wendelin und Johannes Nepomuk. Schaft: Engelskopf; blattartiges Dekor. Inschrift: EX VOTO JOHANES NOHE V MARGARETA DESEN EHEWEIB ANO 1803 Künstler: „Mudauer Meister“ | 1803    | 11149 DDB  |
| Bildstock 2          | Bildstock 2                       | Römerstraße 1 (am Gasthaus „Grüner Baum“) LageFlur: 1, Flurstück: 13/5                | Tafel: Heilige Dreifaltigkeit; von den Figuren auf den Seitenflächen ist nur noch Wendelin identifizierbar. Schaft: Vesperbild mit Spuren ehemaliger Bemalung; Rosetten; auf dem vorderen Sockelfeld Doppelweck und Spitzweck. Inschrift: EX VOTO CASPER GALM V BARBARA DESEN EHEWEIB ANO 1803 Künstler: „Mudauer Meister“ | 1803    | 11149 DDB  |
| Bildstock 3          | Bildstock 3                       | Am Kastell 3 (Innenhof) LageFlur: 2, Flurstück: 34/4                                  | Tafel: „Walldürner Blutbild“ (1840 eingesetzt). Inschrift: DIESS / BILT•HAT / LASEN AVF / RIGTEN•JO / HANES / •KRIM SCHV / LTEIS VND / SHINE HA / VS FRAV / ANGNES / 1729 Künstler: „Boxbrunner Meister“ |         | 11149 DDB  |
| Bildstock 4          | Bildstock 4                       | Am Kastell (Flur „Im Ort“) LageFlur: 1, Flurstück: 32/2                               | |         | 11149 DDB  |
| Bildstock 5          | Bildstock 5                       | Hauptstraße 12 (neben der Kirche) LageFlur: 1, Flurstück: 1/2                         | Tafel: Kreuzigungsgruppe. Inschrift: DIESES / BILDT / HAT / FRANT(S) / SCHÖFER VND / ANA CHRISTINA / (MAG)EN LASSEN / 1726 Künstler: „Boxbrunner Meister“ | 1726    | 11149 DDB  |
| Bildstock 6          | Bildstock 6                       | Flur „Im Euterberg“ LageFlur: 2, Flurstück: 73                                        | im Sommer 2012 zerstört (siehe Bild), Tafel verschwunden | 1840    | 11149 DDB  |
| Bildstock 7          | Bildstock 7                       | Flur „In der Wagenlücke“ LageFlur: 2, Flurstück: 84/2                                 | | 19. Jh. | 11149 DDB  |
| Bildstock 8          | Bildstock 8                       | Flur „Im Breitenstück“ (gegenüber Flur „Im Katzenloch“) LageFlur: 1, Flurstück: 160/1 | | 1804    | 11149 DDB  |
| Stellsteinreihe      | Stellsteinreihe                   | Bürgermeister-Müller-Straße 5, Oberm Brunnen LageFlur: 1, Flurstück: 106/2, 258/1     | In der Flur „Oberm Brunnen“ in der „Bockswiese“ befindet sich ein Feldweg, der von der Kirche kommend die Wiese in leichtem Bogen durchquert und dann weiter Richtung Schöllenbach nach Westen führt. Auf einer Strecke von ungefähr einhundert Metern wird er zu beiden Seiten von aufrecht stehenden Sandsteinplatten eingefasst. Mit solchen Stellsteinreihen waren früher die einzelnen Hufen gegeneinander abgegrenzt worden. Der Umstand, dass sich die Steine auf beiden Seiten des Weges befanden, spricht ferner dafür, dass sie auch die Aufgabe erfüllten, beim Viehtrieb das Ausbrechen der Tiere zu verhindern. |         | 11153 DDB  |
| Steinkreuz           | Steinkreuz                        | Flur „Der Spitzacker“ LageFlur: 1, Flurstück: 197                                     | Kanten des Kreuzes mit deutlich ausgeprägten Fasen, ohne bildliche Darstellung |         | 11152 DDB  |
| Steinkreuz           | Steinkreuz                        | Flur „Im langen Acker“ LageFlur: 2, Flurstück: 30                                     | Stark verwittertes Kreuz ohne Fase und ohne bildliche Darstellung. Höhe: 89 cm Breite: 79 cm Tiefe: 17 bis 22 cm |         | 11150 DDB  |
| Ottilienquelle       | Ottilienquelle                    | Limesstraße 12 (ehem. Hauptstraße 12) LageFlur: 1, Flurstück: 1/2                     | Unmittelbar in der Kirche entsprang früher eine Quelle, deren Wasser heilende Kräfte zugesprochen wurden, so dass die Kirche bis zum frühen 19. Jahrhundert Ziel von Wallfahrten und dadurch eines der am stärksten frequentierten Quellheiligtümer des Odenwalds war. Die Quelle befindet sich heute wenige Meter unterhalb des Kirchportals. |         | 11146 DDB  |
| weitere Bilder       | Katholische Pfarrkirche St. Lucia | Limesstraße 12 (ehem. Hauptstraße 12) LageFlur: 1, Flurstück: 1/2                     | In dem katholisch geprägten Ort befindet sich zentral an einem Westhang die katholische Pfarrkirche St. Luzia und St. Odilia. In der sich heute darstellenden Gestalt wurde sie 1766 erbaut. Ein Vorgängerbau ist aber bereits für die Zeit um 1400 nachgewiesen und das Fundmaterial der 1969 durchgeführten archäologischen Ausgrabungen deutet auf einen Ursprung mindestens im 13. Jahrhundert hin. Das aus einem Grab innerhalb der Kirche geborgene „Hesselbacher Kreuz“, das dem Schaffenskreis des Rogerus von Helmarshausen zugeordnet wird, macht aber auch eine Errichtung bereits im 12. Jahrhundert nicht unwahrscheinlich. Das Innere der von außen relativ schlicht wirkenden Kirche birgt einige Kunstschätze. Sehenswert sind der barocke Hochaltar, die Skulptur einer schwarzen Madonna sowie das Duplikat des Hesselbacher Kreuzes (das Original befindet sich im Hessischen Landesmuseum Darmstadt). |         | 11145 DDB  |
| Ehemaliges Pfarrhaus | Ehemaliges Pfarrhaus              | Limesstraße 19 (ehem. Hauptstraße 19) LageFlur: 1, Flurstück: 95/2                    | Heute als Erholungsheim genutztes früheres Pfarrhaus, vormaliger Jagdsitz der Amorbacher Äbte. Das repräsentative, zweistöckige Steingebäude wurde 1768 fertiggestellt. Zum Eingang führt eine zweiläufige Freitreppe, die Eingangstüre und die Fenster sind von Hausteinen eingerahmt. Oberhalb des Portals befindet sich zusammen mit dem Wappen der Äbte von Amorbach die lateinische Inschrift des Bauherrens: Hiacinthus (Breuer) Abbas et Praelatus Amorbacensis has posuit aede(s) F.H. Übersetzt: „Hyacintus Breuer, Abt und Prälat von Amorbach, hat dieses Gebäude errichtet.“ An einem Nebengebäude befindet sich ein weiterer mit Rosette und Pflanzengebinde verzierter Reliefstein des 18. Jahrhunderts. Die Einfriedung des Geländes mit ihren steinernen Pfosten steht ebenfalls unter Denkmalschutz. |         | 11147 DDB  |
| Steinkreuz           | Steinkreuz                        | Flur „Oberm Brunnen“ LageFlur: 2, Flurstück: 65                                       | Kreuz ohne Fase. Auf der Schauseite befindet sich die Darstellung der Axt eines Zimmermanns oder Holzfällers in flach erhabener Relieftechnik. Der Typ der Axt war im ausgehenden 15./beginnenden 16. Jahrhundert in Gebrauch. |         | 11151 DDB  |

### Hetzbach
| Bild                           | Bezeichnung                           | Lage | Beschreibung | Bauzeit    | Objekt-Nr. |
| ------------------------------ | ------------------------------------- | --- | --- | ---------- | ---------- |
| Wohnhaus                       | Wohnhaus                              | Am Wingertsbuckel 22 LageFlur: 9, Flurstück: 88/2 | Zweistöckiges verschindeltes Fachwerkwohnhaus auf massivem verputzten Bruchstein-Kellersockel, mit Krüppelwalmdach. Das stattliche Wohnhaus einer in reizvoller Lage über dem Dorf gelegenen großen Hofreite wurde um 1820 errichtet. | um 1820    | 10792 DDB  |
| Brücke über die Walterbach     | Brücke über die Walterbach            | Am Wolfsbuckel LageFlur: 9, Flurstück: 151/2 | Sandsteinbrücke mit gedrücktem Bogen aus Keilsteinen. Die im 19. Jahrhundert erbaute Brücke wurde im 20. Jahrhundert seitlich mit einer Landfeste aus Buckelquadern weitergeführt. Der Belag der Brücke ist modern. |            | 10805 DDB  |
| Bild gesucht BW                | Brücke über die Marbach               | B 45 (teils auf Gemarkung Haisterbach) LageFlur: 5, Flurstück: 110/34 | Wohlproportionierte Keilsteinbrücke mit rundbogigem Durchlass aus Sandsteinquadern, erbaut wohl im späten 19. Jahrhundert, mit modernem Straßenbelag. Über die Brücke führt die B 45. | 19. Jh.    | 10804 DDB  |
| Bahnhofsempfangsgebäude        | Bahnhofsempfangsgebäude               | Bahnhofstraße 45, Bahnhofstraße (K 41) LageFlur: 1, 4, Flurstück: 180/23, 126/4 | Massives zweieinhalbstöckiges Gebäude aus Sandsteinmauerwerk mit Mansarddach, an den Giebelseiten niedrige Seitenflügel. Das um 1890 errichtete Gebäude weist Fenster- und Portalleibungen aus Sandstein auf, im Obergeschoss zusätzliche Verdachungen. Zum Bahnhof führt von Norden her eine erhaltenswerte Lindenallee. | um 1890    | 10794 DDB  |
| Bild gesucht BW                | Odenwaldbahn (1), Mümlingtalbahn      | Bahnhofstraße 45, Zum Krähberg 57, Zum Krähberg, Pfeiffers-Sommerseite, L 3108, Im Gründchen, Im Breunigsberg, Hinter der Ecke, Eisenbahn, Die Sommerhelle LageFlur: 1, 2, 4, 9, 10, 11, Flurstück: 180/10, 180/22, 180/23, 184/10–12, 185/2, 1, 22/1, 2/3, 24/1, 25, 28, 3/1, 3/2, 5/4, 6, 7, 103/14, 122/2, 132/6, 2/2, 1/7 | |            | 953581 DDB |
| Bild gesucht BW                | Hofreite                              | Brückenstraße 12 LageFlur: 1, Flurstück: 117/1 | Dreiseitige Hofreite, bestehend aus einstöckigem verschindelten Fachwerkwohnhaus über Bruchsteinsockel mit zwei Kellern, mit zweiläufiger Freitreppe und Satteldach, sowie Scheune und Stallscheune. Das nördliche Kellerportal des Wohnhauses zeigt einen Schreckkopf mit Schlappohren und Schnauzbart, das südliche Kellerportal weist einen klassizisten Feston auf und trägt die Jahreszahl 1825. Die Scheune und die 1823 datierte Stallscheune wurden 1938 um ein Vordach auf Holzpfosten erweitert. Mit erhaltenem Hausgarten und alter Hoflinde bildet die Hofreite ein außergewöhnlich vollständiges Beispiel bäuerlicher Wohnkultur. | 1823/25    | 10796 DDB  |
| Bild gesucht BW                | Stellsteine                           | Bullauer Weg LageFlur: 4, Flurstück: 107/1 | |            | 736611 DDB |
| Westportal des Tunnels         | Krähberg-Tunnel                       | Die Sommerhelle, Hinter der Ecke, Im Breunigsberg, Im Gründchen, L 3108, Pfeiffers-Sommerseite, Zum Krähberg LageFlur: 1, 2, 10, 11, Flurstück: 180/10, 184/12, 158/2, 22/1, 2/3, 24/1, 28, 3/1, 3/2, 5/4, 6, 7, 8, 2/2, 1/7                                                                                                  | 3100 m lange geradlinige Tunnelröhre | 1878–82    | 953647 DDB |
| weitere Bilder                 | Himbächel-Viadukt und Krähberg-Tunnel | Eisenbahn (auch in den Gemarkungen Erbach-Ebersberg und Hesseneck-Schöllenbach) LageFlur: 4, Flurstück: 103/14 | Das 1880–1882 von Justus Kramer geplante und von Carl Weisshuhn erbaute Himbächel-Viadukt ist das bedeutendste technische Bauwerk der Odenwaldbahn. Das etwa 250 Meter lange und bis zu 40 Meter hohe Viadukt aus Sandsteinmauerwerk überspannt mit zehn Bögen zu je 20 Meter Spannweite das Himbacheltal. Südlich des Bahnhofs von Hetzbach beginnt der 1878 bis 1882 erbaute Krähberg-Tunnel, der mit einer Länge von 3.100 Metern Deutschlands längster Bahntunnel war und in einer schnurgeraden Linie den Krähberg unterquert. Sowohl Tunnel als auch Viadukt zählten zu den bedeutendsten technischen Ingenieurleistungen des 19. Jahrhunderts in Hessen. |            | 10809 DDB  |
| Wohnhaus                       | Wohnhaus                              | Erbacher Straße 19 LageFlur: 5, Flurstück: 36/1 | Langgestrecktes einstöckiges Einhaus aus Fachwerk auf massivem Haustein-Sockelgeschoss, überdeckt von einem Satteldach mit Schleppgauben. Das schlichte konstruktive Fachwerk ist datiert 1767, womit das Gebäude das älteste Haus des Ortes ist. Das massive Sockelgeschoss mit Scheunen und Stallteil wurde 1844 nachträglich eingezogen. Im 19. Jahrhundert wurde das Haus außerdem nach Norden verlängert. Das Dach ist über der Verlängerung im Norden unpassend gedeckt. | 1767/1844  | 10797 DDB  |
| Wohnhaus                       | Wohnhaus                              | Erbacher Straße 23 LageFlur: 7, Flurstück: 93/1 | Eineinhalbstöckiger Sandsteinbau mit Mittelrisalit, der von einem Schweifgiebel mit skulptiertem Schmuck bekrönt ist. Die Fenster weisen Hausteinverzierungen auf, das Rückportal ist neobarock verziert. Das Haus hat einen Knickgiebel und über dem Portal ein querovales Oberlicht. Es war das Wohnhaus des Steinmetzen Hild, der auch den Bauschmuck für das Erbacher Landratsamt schuf. | um 1907/08 | 10798 DDB  |
| Ehemalige Mühle                | Ehemalige Mühle                       | Erbacher Straße 24 LageFlur: 1, Flurstück: 26 | Einstöckiges verschindeltes Fachwerkwohnhaus mit Krüppelwalmdach auf massivem Kellersockel. Das Gebäude geht auf die ehemalige Schwinn’sche Mühle von 1767 zurück und es wurde laut einer Inschrift an der doppelläufige Freitreppe im Jahr 1803 erneuert, ist im Kern aber wohl noch älter. Das Kellerportal weist Reliefschmuck auf, der dem an der Hauptstraße 15 in Unter-Sensbach ähnelt. Hinter dem Gebäude befindet sich noch ein weitgehend original erhaltener Speicherkeller aus dem 18. Jahrhundert mit aus Bruchstein gemauertem Kellerteil und verschindeltem Fachwerkaufbau. |            | 10799 DDB  |
| Stallscheune                   | Stallscheune                          | Erbacher Straße 54 LageFlur: 1, Flurstück: 14/8 | Die zur Erbacher Straße 43 gehörige Stallscheune ist ein verschindelter und verlatteter Fachwerkbau mit gemauertem südlichen Stallteil und Kragdach. Das Gebäude ist weitgehend im Originalzustand erhalten und ist ein typisches Exemplar der Spätform der Odenwälder Stallscheune. | um 1900    | 10800 DDB  |
| Hubenhof                       | Hubenhof                              | Erbacher Straße 58, Erbacher Straße LageFlur: 1, Flurstück: 11/4, 11/5 | Dreiseitiger Hubenhof im Talgrund unterhalb der Hauptstraße. Zweistöckiges verschindeltes Fachwerkwohnhaus auf verputztem Bruchstein-Kellersockel, mit Freitreppe zur überdachten mittigen Haustür. Das in der Dorfmitte gelegene stattliche Anwesen aus der Mitte des 19. Jahrhunderts hat biedermeierlichen Charakter. | 19. Jh.    | 10801 DDB  |
| Friedhof                       | Friedhof                              | Kutschenweg 40 LageFlur: 1, Flurstück: 83/1 | Der relativ groß dimensionierte Friedhof ist von Reihen aus aufrecht gestellten Sandsteinplatten umgeben, wie sie sonst nur kleiner als Stellsteinreihen zum Schutz von Hausgärten und zur Abgrenzung von Wegen vorkommen. Diese Art der Friedhofsumfriedung ist einmalig im Odenwaldkreis. |            | 10808 DDB  |
| Villa Schlösschen Cesarine     | Ehem. Villa Monrepos                  | Marbach 2 (ehem. Erbacher Straße 52) LageFlur: 5, Flurstück: 12/3 | Kleine verputzte Sandsteinvilla in neobarockem Stil, mit polygonalem gekuppelten Eckpavillon und pilastergerahmtem Mittelrisalit mit Schweifgiebel und Türmchen, davor ein Altan mit Freisitz. Die Villa wurde ab 1896 von Arthur Wienkoop als Wohnsitz für seine Mutter erbaut. Ursprünglich benannt wurde es als Villa Monrepos. Das Gebäude ist historisch auch unter dem Namen Villa Stanford bekannt. Die heutige Bezeichnung Villa Cesarine oder „Schlösschen Cesarine“ trägt die Villa seit den 1920er-Jahren. Im Jahre 2015 wurde das Anwesen privat verkauft und vom aktuellen Besitzer komplett saniert und umfassend modernisiert. Auf der Anlage befindet sich ein opulenter und umfangreicher Park, mit zahlreichen (teils über 100 Jahre alte) Rhododendren. | 1896/97    | 10802 DDB  |
| Bild gesucht BW                | Villa                                 | Marbach 6 (ehem. Erbacher Str. 56) LageFlur: 5, Flurstück: 11/4 | Historistischer Putzbau mit Ortsteinquaderung und Sandstein-Fenstergewänden, überdeckt von Krüppelwalmdach mit seitlichem Zwerchgiebel, an der Ecke angebaut ein Treppenturm mit Fachwerkaufsatz und Spitzhelm. Die Villa entstand kurz vor 1900 als Direktorenvilla der nahegelegenen Pulverfabrik Derwenich. | um 1900    | 10803 DDB  |
| Bild gesucht BW                | „Schafswäsche“                        | Mümling (bei Schwimmbadstraße 6) LageFlur: 4, Flurstück: 131 | |            | 640764 DDB |
| Wasserbehälter und Laufbrunnen | Wasserbehälter und Laufbrunnen        | Oberdorf LageFlur: 8, 9, Flurstück: 133/6, 80/2 | Die Fassade des Wasserbehälters wurde mit Rustika-Quadern aufgemauert, hat ansteigende seitliche Wangen und schließt oben mit einem geschweiften Giebel ab, der seitlich von Kugeln bekrönt wird. Die Fassade schuf wohl der örtliche Bildhauer Hild. Vor dem Wasserbehälter befindet sich ein alter Laufbrunnen mit länglichem Sandsteintrog. | 1908       | 10793 DDB  |
| Bild gesucht BW                | Sachteil: Stellsteine                 | Oberdorf (Brückenstraße 4/10) LageFlur: 1, Flurstück: 201/1 | Wegbegrenzung eines Stichwegs, der die Brückenstraße schneidet. |            | 10795 DDB  |
| Bild gesucht BW                | Königsbrunnen                         | Ringmauer LageFlur: 12, Flurstück: 1/1 | Im Hetzbacher Wald gelegener Brunnen |            | 122431 DDB |
| Wohnhaus                       | Wohnhaus                              | Ritterstraße 9/32 LageFlur: 5, Flurstück: 41/2, 97/3 | Wohnhaus einer Hofreite. Einstöckiger verschindelter Fachwerkbau auf massivem Kellersockel aus Sandsteinquadern, überdeckt von einem Krüppelwalmdach mit mittigem Zwerchhaus. Das Haus ist am Kellerportal bezeichnet mit dem Baujahr 1824. Das Zwerchhaus sowie das Vordach über dem von einer einläufigen Treppe erschlossenen Portal wurden um 1900 ergänzt. Zur historischen Ausstattung der Hofreite zählen ein 1824 datierter freistehender Keller und ein alter Laufbrunnen. Hinter dem Haus grenzt eine Stellsteinreihe den Viehtrieb ab. | 1824       | 10806 DDB  |
| Einhaus                        | Einhaus                               | Schwimmbadstraße 5 LageFlur: 1, Flurstück: 29/2 | Seltenes Beispiel eines weitgehend original erhaltenen vollständig ausgebildeten Odenwälder Einhauses mit Wohn-, Stall- und Scheunenteil. Ursprünglich im frühen 19. Jahrhundert als Wohnstallhaus erbaut, wurde der Scheunenteil um 1850 ergänzt. Im Wohnstallteil verschindelter einstöckiger Fachwerkbau auf massivem Kellersockel, der Scheunenteil aus verlattetem Fachwerk, überdeckt von einem durchgängigen Satteldach. | 19. Jh.    | 10807 DDB  |

### Hinterbach
| Bild            | Bezeichnung                           | Lage                                                               | Beschreibung | Bauzeit | Objekt-Nr. |
| --------------- | ------------------------------------- | ------------------------------------------------------------------ | --- | ------- | ---------- |
| Bild gesucht BW | Brunnenstraße 40 / Sachteil: „Widder“ | Brunnenstraße (zwischen Nr. 40 und 42) LageFlur: 10, Flurstück: 21 | Einer der letzten Hydraulischen Widder im Odenwald. Die 1923 angelegte Anlage hat mit Wasserdruck und zwei Ventilen Quellwasser aus der tief liegenden Wiese in den höher gelegenen Hof gepumpt. | 1923    | 11731 DDB  |

### Kailbach
| Bild                                    | Bezeichnung                   | Lage | Beschreibung                            | Bauzeit    | Objekt-Nr. |
| --------------------------------------- | ----------------------------- | --- | --------------------------------------- | ---------- | ---------- |
| Direkt Bild zu diesem Denkmal hochladen | 'Schlangen-Bildstock'         | Alter Reisenbacher Weg                                                                                              |                                         |            | 11159 DDB  |
| Bild gesucht BW                         | Bahnhofsempfangsgebäude       | Am Bahndamm 9 LageFlur: 18, Flurstück: 114/11                                                                       |                                         | um 1885/90 | 11155 DDB  |
| Grenzstein 1582                         | Grenzstein                    | Der Leegwald Bezirk 'Saubirn' LageFlur: 2, Flurstück: 31/5                                                          |                                         | 1582       | 11164 DDB  |
| weitere Bilder                          | Forstgehöft Eduardsthal       | Eduardstal 2 LageFlur: 5, Flurstück: 6                                                                              |                                         |            | 11160 DDB  |
| Bild gesucht BW                         | Bildstock                     | Eduardstal 2 (Wüstung Galmbach) LageFlur: 5, Flurstück: 6                                                           |                                         |            | 11163 DDB  |
| Bild gesucht BW                         | Odenwaldbahn (1), Mümlingbahn | Eisenbahn, Unterm Wagberg, Am Bahndamm 9, Am Bahndamm LageFlur: 15, 17, 18, Flurstück: 22/5, 13/1, 106/4, 114/10–12 |                                         |            | 953583 DDB |
| Hainthalviadukt                         | Hainthalviadukt               | Gemarkung Kailbach, Eisenbahn LageFlur: 17, 18, Flurstück: 13/1, 114/10                                             |                                         | um 1880/82 | 11178 DDB  |
| Bild gesucht BW                         | Bildstock                     | Friedrichsdorfer Straße 2 LageFlur: 1, Flurstück: 18/3                                                              |                                         | 1927       | 11156 DDB  |
| Bild gesucht BW                         | Forsthaus Hohberg             | Hohberg 5 LageFlur: 13, Flurstück: 21                                                                               | Ehemaliges gräflich-erbachisches Hofgut |            | 11161 DDB  |
| Bild gesucht BW                         | Bildstock                     | Im Tal (Wüstung Galmbach, Eduardsthal / Alter Reisenbacher Weg) LageFlur: 8, Flurstück: 3                           |                                         | 1744       | 11162 DDB  |
| Bild gesucht BW                         | Sachteil: Laufbrunnen         | Siegfriedstraße 53 LageFlur: 1, Flurstück: 1/18                                                                     |                                         |            | 11157 DDB  |
| Einhaus                                 | Einhaus                       | Steinweg 2 LageFlur: 2, Flurstück: 20/3                                                                             |                                         |            | 11158 DDB  |

### Ober-Hainbrunn
| Bild            | Bezeichnung                         | Lage                                                                                | Beschreibung | Bauzeit | Objekt-Nr. |
| --------------- | ----------------------------------- | ----------------------------------------------------------------------------------- | --- | ------- | ---------- |
| Bild gesucht BW | Brücke                              | Finkenbach (bei Mühlstraße 3) LageFlur: 22, Flurstück: 180                          | Über den Finkenbach führende Brücke aus der zweiten Hälfte des 19. Jahrhunderts auf zwei Sandsteinpfeilern mit Eisbrechern. Die Brücke weist große Sandstein-Deckplatten auf und wurde in jüngerer Zeit in Beton verbreitert. | 19. Jh. | 11708 DDB  |
| Bild gesucht BW | Einhaus                             | Heckenmühle 11 (ehem. Talstraße 11) LageFlur: 21, Flurstück: 52/3                   | Eingeschossiges traufständiges Einhaus mit verschindeltem Fachwerkgeschoss auf massivem Sockelgeschoss. Die linke Haushälfte ist der Scheunenteil mit großem Scheunentor, die rechte Haushälfte ist Wohnteil über Stallsockel. Die Haustür wird über eine einläufige Freitreppe erreicht.                                           | 19. Jh. | 11714 DDB  |
| Bild gesucht BW | Sachteile: Mühlrad und Mühlgraben   | Heckenmühle 16 (ehem. Talstraße 16), Mühlgraben LageFlur: 21, Flurstück: 19/2, 21/1 | Während die Heckenmühle heute moderne Gebäude aufweist, stammen der von einer Stellsteinreihe geschützte Mühlgraben und das Mühlrad noch von historischen Vorgängerbauten. |         | 11715 DDB  |
| Bild gesucht BW | Sachteile: Türsturz und Stellsteine | Mühlstraße 1/3, Mühlstraße LageFlur: 22, Flurstück: 156, 162/2, 208                 | In einem vertieften Feld des Türsturzes der Kellertür eines Wohnhauses befindet sich eine Inschrift mit der Datierung 1778. Die Inschrift ist abgekürzt, ihre Bedeutung ist unbekannt. Gegenüber dem Haus befindet sich eine Stellsteinreihe, die einst den Garten vor Tieren schützte.                                             | 1778    | 11707 DDB  |
| Bild gesucht BW | Ehemalige Schule                    | Neckarstraße 1 LageFlur: 22, Flurstück: 178/2                                       | Zweistöckiger traufständiger Steinbau aus ortstypischem roten Sandstein, unterkellert und bedeckt von einem Satteldach mit Dachreiter. Einige Fenster des vierachsigen Gebäudes wurden vermauert bzw. durch Glasbausteine ersetzt. Das schlichte Gebäude wird vor allem aus ortsgeschichtlichen Gründen als Kulturdenkmal bewertet. | um 1865 | 11710 DDB  |
| Stellsteinreihe | Stellsteinreihe                     | Neckarstraße (bei Nr. 1) LageFlur: 22, Flurstück: 209                               | Stellsteinreihe an einem abschüssigen schmalen Weg, der vermutlich einst dem Viehtrieb diente. |         | 11709 DDB  |
| Bild gesucht BW | Sachteil: Schweinestall             | Neckarstraße 16 LageFlur: 22, Flurstück: 66                                         | Freistehender Schweinestall mit eingebautem Backofen, errichtet in der Mitte des 19. Jahrhunderts aus Sandsteinquaderwerk. Das Objekt gehört zu einem etwa gleichaltrigen Einhaus. | um 1850 | 11711 DDB  |
| Bild gesucht BW | Laufbrunnen                         | Poststraße 2 LageFlur: 22, Flurstück: 4/29                                          | Zwei hintereinander angeordnete Sandsteintröge mit zeltdachartig bekröntem Brunnenstock. Der in der Mitte des 19. Jahrhunderts errichtete Brunnen ist der letzte vollständig erhaltene Laufbrunnen des Orts. | um 1850 | 11712 DDB  |

### Ober-Sensbach
| Bild            | Bezeichnung                                  | Lage | Beschreibung | Bauzeit   | Objekt-Nr. |
| --------------- | -------------------------------------------- | --- | --- | --------- | ---------- |
| Bild gesucht BW | Laufbrunnenanlage                            | Am Kirchweg (bei Sensbacher Straße 15) LageFlur: 1, Flurstück: 63                                                    | Hinter der Mühle befindliche Brunnenanlage aus vier hintereinander angeordneten Trögen. Die Tröge sind zum Teil in Beton ergänzt. Der 1854 datierte Brunnenstock hat die Form eines Vierkantpfeilers mit profiliertem Abschluss. | 1854      | 11749 DDB  |
| Bild gesucht BW | Friedhof mit Kapelle                         | Am Leonardsgrund LageFlur: 5, Flurstück: 39                                                                          | Mitten im Wald auf einem Höhenzug gelegen, wurde der Friedhof gemäß dem datierten Portal 1619 ummauert. Auf jene Zeit geht wohl auch die Kapelle zurück, die der Inschrift am Portalsturz folgend 1744 zu ihrer heutigen Gestalt umgebaut wurde. Die Kapelle ist aus Bruchsteinmauerwerk ausgeführt und weist einen dreiseitig gebrochenen, nach Osten ausgerichteten Chor auf. Sie ist von einem Krüppelwalmdach bedeckt. Auf dem Friedhof sind mehrere Angehörige der Grafen von Erbach-Fürstenau bestattet. |           | 11756 DDB  |
| Bild gesucht BW | Krähberg-Tunnel                              | Der Krähberger Schlag, Mittelberg, L 3108, Heugrund, Gäulsdelle und Kirchberg LageFlur: 9, 10, Flurstück: 1–4, 10–15 | 3100 m lange geradlinige Tunnelröhre | 1878–82   | 953722 DDB |
| Bild gesucht BW | Zehntscheune                                 | Im Ort LageFlur: 1, Flurstück: 62                                                                                    | Zehntscheune aus dem 18. Jahrhundert in Fachwerk mit originaler Langverschindelung, bedeckt von einem Satteldach. In der rechten Hälfte ist ein massiver ebenerdiger Kellerteil eingezogen, neben dessen Eingang ein wahrscheinlich zweitverwendeter Neidkopf eingemauert ist. | 18. Jh.   | 11750 DDB  |
| weitere Bilder  | Jagdschloss Krähberg                         | Krähberg 1 LageFlur: 9, Flurstück: 2                                                                                 | Das direkt unterhalb der Spitze des Krähbergs errichtete Jagdschloss ist eine regelmäßige Baugruppe aus dem zweigeschossigen verputzen Herrenhaus mit Eckquaderung, Rundbogenportal, Freitreppe und Segmentbogenfenstern, bedeckt von einem Zeltdach, sowie vier darum zum Quadrat angeordneten kleineren zweistöckigen verschindelten Bauten mit Mansarddächern. Das Hauptgebäude wies einst auch ein Mansarddach auf, das später vereinfacht wurde. Die Nebengebäude dienten als Küche, Verwalterhaus und Bedienstetenwohnung. An den Schlosskomplex schließt sich ein Wirtschaftshof mit Gebäuden des 19. Jahrhunderts an, darunter der Küchenbau von 1823 nebst Stall und Remise, sowie ein achteckiges Teehäuschen nach Plänen des Erbacher Architekten Wendt von 1813 und das Forsthaus „Achtbuchen“ von 1841, ein verschindelter Fachwerkbau mit Zwerchhaus und Halbwalmdach. Zugehörig ist ferner eine außerhalb des Schlossbereichs befindliche Forstscheune des 18. Jahrhunderts, die als Bruchsteinbau mit Eckquaderung ausgeführt ist und von einem Krüppelwalmdach bedeckt wird. | 1761–1771 | 11757 DDB  |
| Bild gesucht BW | Ehemalige Mühle                              | Sensbacher Straße 15 LageFlur: 1, Flurstück: 66                                                                      | Eingeschossiges Fachwerkhaus auf sorgfältig gemauertem Quadersockel mit Abschlussprofil und Wappenstein mit Wirbelrad am Kellergewände, bedeckt von einem Krüppelwalmdach. An der Traufseite führt eine Freitreppe mit reich profiliertem Podest auf einer Säule mit Kämpferkapitell zur Haustüre. Das Gebäude war laut der Inschrift am Doppel-Hausstein 1781 die Mühle der Familie Sieffert und davor wohl Teil einer herrschaftlichen Hofanlage der Grafen von Erbach-Fürstenau, zu der auch die Anwesen Sensbacher Straße 17 und 19 zählten. Dieser Hof bildeten den Siedlungsschwerpunkt des langgezogenen Hubendorfes. Das schmucke Gebäude, in dem sich zeitweise auch die Bürgermeisterei befand, hat ortsbildprägenden Charakter. |           | 11748 DDB  |
| Bild gesucht BW | Sachteile: Gartentreppe, Laufbrunnen, Keller | Sensbacher Straße 17 LageFlur: 2, Flurstück: 2, 3/2                                                                  | Im Hof befinden sich einige Bauteile eines älteren Hofes, der zusammen mit dem Hof in der Sensbacher Straße 17, der Zehntscheune und der Mühle in der Sensbacher Straße 15 einst ein herrschaftliches Hofgut bildete. Nennenswerte alte Gebäudeteile sind der Keller unter der Stallscheune, dessen Portal 1769 datiert ist, sowie eine barocke Steintreppe mit profilierten Wangen und plastisch gearbeiteten Balustern, die seit geraumer Zeit als Gartentreppe umgenutzt ist. Der Laufbrunnen aus dem 19. Jahrhundert im Hof weist einen knaufbekrönten Brunnenstock auf. |           | 11751 DDB  |
| Bild gesucht BW | Wohnhaus                                     | Sensbacher Straße 39 LageFlur: 6, Flurstück: 12/2                                                                    | Einstöckiges Fachwerkwohnhaus auf massivem Kellersockel, dessen oberer Abschluss als Hohlkehle ausgebildet ist, bedeckt von einem Satteldach mit einer modernen Gaube auf der Traufseite. Gemäß einer Tafel mit dem Erbach’schen Wappen wurde das Haus 1784 erbaut. In den 1970er Jahren wurde das Gebäude unsachgemäß renoviert, jedoch hat man sich in jüngerer Zeit bemüht, die damaligen Eingriffe wieder abzumildern. Beim Haus befindet sich ein Laufbrunnen aus dem 19. Jahrhundert (Stock von 1861, Trog von 1883). | 1784      | 11753 DDB  |
| Bild gesucht BW | Wohnstallhaus                                | Sensbacher Straße 43 LageFlur: 5, Flurstück: 10                                                                      | Eingeschossiges Wohnstallhaus, allseitig verschindeltes Gebäude, unter dem in Fachwerk erbauten Wohnteil unterkellert, im Stallbereich massiv gemauert, bedeckt von einem weit herunter gezogenen Satteldach. Das aus dem 18. Jahrhundert stammende und weitgehend original erhaltene Gebäude befindet sich in ortsbildprägender Lage an der Einmündung der Straße von Beerfelden. Vor dem Stall befinden sich ein Kelterstein von 1786 und ein runder Ziehbrunnen mit Abdeckplatte. Zugehörig ist eine freistehende Kellerscheune mit massivem Sandsteinquader-Unterbau und Fachwerk-Scheunenstock, datiert 1840. | 18. Jh.   | 11754 DDB  |
| Bild gesucht BW | Sachteile: Kellerportal und Schweinestall    | Sensbacher Straße 45 LageFlur: 5, Flurstück: 21                                                                      | Das Kellerportal des „Buckelwirts“ weist einen segmentbogigen Sturz auf, der im Schlussstein 1796 datiert ist. Der zum selben Anwesen zählende freistehende Schweinestall aus der Zeit um 1815 ist ein massives einstöckiges Gebäude aus behauenen Sandsteinquadern mit fünf Ställen, bedeckt von einem Satteldach. Zur Fütterung von außen ragen halbrunde Sandsteintröge weit aus der Wand. |           | 11755 DDB  |
| Bild gesucht BW | Wohnstallhaus                                | Sensbacher Straße 48 LageFlur: 4, Flurstück: 17                                                                      | Eingeschossiges Wohnstallhaus mit weiterem Wohngeschoss unter dem massigen Satteldach. An der Traufseite wurde nachträglich ein großes Zwerchhaus eingezogen, die westliche Wand und der Stallteil wurden nachträglich massiv erneuert. Das Haus ist eines der ältesten Gebäude im Dorf und wurde nach Überlieferung der Bewohner um 1600 erbaut, es ist von wissenschaftlichem und baugeschichtlichem Interesse. |           | 11752 DDB  |

### Olfen
| Bild                                   | Bezeichnung                            | Lage                                                                          | Beschreibung | Bauzeit | Objekt-Nr. |
| -------------------------------------- | -------------------------------------- | ----------------------------------------------------------------------------- | --- | ------- | ---------- |
| weitere Bilder                         | Bildstock                              | Am Bild LageFlur: 2, Flurstück: 3/1                                           | Sogenanntes Olfer Bild; Sandstein-Bildstock mit leerer, gegiebelter Nische auf etwa zwei Meter hoher Säule. Der Bildstock stammt noch aus vorreformatorischer Zeit und steht an der Gemarkungsgrenze von Olfen und Güttersbach. Der Überlieferung nach sollen sich an diesem Bildstock die Schöllenbacher und Walldürner Pilger getroffen haben, vermutlich befand sich hier einst auch der Rastplatz der Olfener auf ihrem Weg zur Kirche in Güttersbach. |         | 10813 DDB  |
| Verbotsstein                           | Verbotsstein                           | Gegen die Affolterbacher Höhe LageFlur: 3, Flurstück: 23                      | Der 1831 auf der Gemarkungsgrenze von Olfen und Güttersbach aufgestellte Stein verbietet inschriftlich, die Grenzsteine mit Wagenrädern zu beschädigen. Seine Inschrift lautet: L.R.B.Z. / ERBACH / WER NEBEN / DIE WANDSTEIN / FÄHRT UND OH / NE RATHSCHUH / REHMT KOST / 1 GULDEN / 30 K STRAF / 1831. Auf der gegenüberliegenden Höhe befand sich einst ein zweiter solcher Inschriftenstein.                                                           | 1831    | 10815 DDB  |
| Teilungsstein (sogenannter Dreimärker) | Teilungsstein (sogenannter Dreimärker) | Heidenbuckel LageFlur: 7, Flurstück: 13/2                                     | Roh zugehauene Sandsteinplatte mit Christus-Monogramm, Jahreszahl 1579 und den Buchstaben E und G. Der Stein ist nur einer von mehreren gleichartigen Steinen längs der Markungsgrenze zwischen Olfen und Güttersbach, die die Nutzungsgrenze der Grafschaft Erbach markieren, die bei der Teilung zwischen Eberhard und Georg von Erbach 1544 entstanden war. Zwei solcher Steine befinden sich auch im Lapidarium des Odenwald-Museums in Michelstadt.   | 1579    | 10814 DDB  |
| Bild gesucht BW                        | Valentinshof                           | Spälterwaldstraße 1/3 LageFlur: 6, Flurstück: 5/1                             | Giebelständiger verschindelter einstöckiger Fachwerkbau in Hanglage auf hohem massivem Sockelgeschoss mit Stall, das jedoch nur die vordere Hälfte der Hausfläche einnimmt. Das erste Giebelgeschoss unter dem teilweise weit vorkragenden Sparrendach ist zu Wohnzwecken ausgebaut. Die zum Haus gehörende Hube entstand 1728 durch Teilung. Das Haus wurde sicher noch im 18. Jahrhundert erbaut und ist das älteste Gebäude in Olfen.                   | 18. Jh. | 10812 DDB  |
| Bild gesucht BW                        | Stellsteinreihe                        | Unter dem Ortsweg (Alte Straße gegenüber Nr. 17/19) LageFlur: 4, Flurstück: 2 | Letzte erhaltene Stellsteinreihe in Olfen. Sie diente einst dazu, die Bauerngärten vor den Schweinen zu schützen, die zur Eichelmast in den Wald getrieben wurden. |         | 10811 DDB  |

### Raubach
| Bild            | Bezeichnung               | Lage                                                                            | Beschreibung | Bauzeit | Objekt-Nr. |
| --------------- | ------------------------- | ------------------------------------------------------------------------------- | --- | ------- | ---------- |
| Bild gesucht BW | Sachteil: Kellerportal    | Raubacher Straße 2 LageFlur: 1, Flurstück: 111                                  | Das Kellerportal eines Waldarbeiterhauses hat mit Hohlkehlen profilierte Gewände und trägt im Sturz die Inschrift Georg Lefler und Hans Adam Ihrig H. H. ST. H. UM. Anno 1753. Das Portal ist der letzte sichtbare Überrest aus der Gründungsphase der 1749 unweit des gräflichen Forsthauses angelegten Waldarbeitersiedlung, auf die die heutige Ortschaft zurückgeht. | 1753    | 11734 DDB  |
| Bild gesucht BW | Laufbrunnen               | Raubacher Straße 8 LageFlur: 1, Flurstück: 114                                  | Laufbrunnen des 19. Jahrhunderts mit breitem Sandsteintrog und einen mittig dahinter befindlichen Brunnenstock, der von einer geschweiften Pyramide mit Pinienzapfen bekrönt wird. | 19. Jh. | 11735 DDB  |
| Bild gesucht BW | Forsthaus Saubuche        | Saubuche, Forsthaus / Haus Nr. 23 (im Finkenbachtal) LageFlur: 2, Flurstück: 31 | Ehemaliges Forsthaus der Grafen von Erbach. Zweigeschossiges Gebäude mit massivem Erdgeschoss und verschindeltem Fachwerkaufbau, bedeckt von einem Satteldach. Das Sandsteinportal trägt im Sturz das Erbacher Wappen und die Inschrift L.F.G.Z.E. 1781. Im Obergeschoss haben sich überwiegend originale Fenster erhalten.                                              | 1781    | 11736 DDB  |
| Bild gesucht BW | Steintisch „Wittig’s Ruh“ | Saubuche (beim Forsthaus) LageFlur: 2, Flurstück: 32                            | Der steinerne Tisch mit monolither Tischplatte und einer zugehörigen geschwungenen Steinbank mit Rückenstütze wurde um 1920 in der Nähe des Forsthauses für gräfliche Jagdgesellschaften angelegt. | um 1920 | 11737 DDB  |

### Rothenberg
| Bild                      | Bezeichnung                         | Lage                                                                                           | Beschreibung | Bauzeit | Objekt-Nr. |
| ------------------------- | ----------------------------------- | ---------------------------------------------------------------------------------------------- | --- | ------- | ---------- |
| Steinkreuz bei Rothenberg | Steinkreuz                          | Das Eckbüschel (am Waldrand ca. 1 km südlich von Rothenberg) LageFlur: 12, Flurstück: 12       | Steinkreuz aus der Zeit vor der Reformation. Das aus Sandstein gefertigte Kreuz südlich von Rothenberg am Waldrand oberhalb des Hömerichbrunnens ragt etwa 60 cm aus der Erde hervor und weist bereits starke Verwitterung auf, so dass sich keine genaue Datierung oder Zweckbestimmung mehr vornehmen lässt. |         | 11720 DDB  |
| Bild gesucht BW           | Klemertsbrunnen                     | Der Klemernswald LageFlur: 11, Flurstück: 2                                                    | Der südöstlich von Rothenberg auf einem Bergsporn gelegene Klemertsbrunnen wurde als kleine Brunnenanlage mit einem Sandsteintrog als Fassung einer Quelle errichtet. Der aus einer breiten Sandsteinplatte gefertigte Brunnenstock trägt die Inschrift Klemmertsbrunnen sowie die große Jahreszahl 1777, die sicher keine originale Datierung ist. |         | 11719 DDB  |
| Bild gesucht BW           | Grenzsteine                         | Die Schwanne (südöstlich von Kortelshütte) LageFlur: 7, Flurstück: 1                           | Zwei Grenzsteine südöstlich oberhalb von Kortelshütte an einer Weggabelung an der Gemarkungsgrenze zu Hirschhorn. Der gedrungene Grenzstein mit dem Hirschstangen-Wappen der Herren von Hirschhorn stammt wie auch schon der Grenzstein im Bauwald aus der Zeit vor dem Aussterben der Hirschhorner 1632. Der andere, schlankere und hörere Stein in der „Schwanne“ zeigt das Mainzer Rad und die Initialen RB für Rothenberg. Es gab längs der Gemarkungsgrenze noch weitere solcher Steine, die jedoch größtenteils abgegangen sind.                                   |         | 11721 DDB  |
| Bild gesucht BW           | Ahlsbrunnen                         | Hauptstraße 45 LageFlur: 23, Flurstück: 266                                                    | Der am Brunnenstock 1887 bezeichnete alte Brunnen mit zwei Wannen, dessen Stock von einer Kugel bekrönt wird, war der Dorfbrunnen des Oberdorfs und ist recht ursprünglich erhalten. Er ist älter als die Datierung am Brunnenstock, da er urkundlich bereits deutlich früher erwähnt wird. |         | 11697 DDB  |
| Bild gesucht BW           | Wohnhaus                            | Im Gässel 6, Neuer Weg LageFlur: 23, Flurstück: 32, 43                                         | Einstöckiges Fachwerkwohnhaus in Hanglage auf talseitig freiliegendem, hohem massiven Stallsockel. Das konstruktive Fachwerk des Gebäudes ist an der Giebelseite zur Straße hin verschindelt und liegt an den Traufseiten frei. Das von einem Satteldach überdeckte Haus ist an einem Eckständer datiert 1811. Eine zweiläufige Freitreppe führt zur Haustür im Fachwerkgeschoss. Eine im rechten Winkel zum Haus stehende zugehörige Scheune wurde bereits abgerissen. Das Gehöft wird teilweise noch von Stellsteinreihen umfriedet.                                   | 1811    | 11699 DDB  |
| Bild gesucht BW           | Krämerbrunnen                       | Lindengasse LageFlur: 23, Flurstück: 63                                                        | Der Brunnen mit drei Sandsteinwannen und Wasserspeiern aus Gusseisen ist der ursprüngliche Dorfbrunnen des Unterdorfs. Laut einer Inschriftentafel wurde er 1886 von Bürgermeister Hanst angelegt. | 1886    | 11701 DDB  |
| Bild gesucht BW           | Sachteil: Kellerportal              | Lindengasse 2 LageFlur: 23, Flurstück: 47                                                      | Aus Sandstein gearbeitetes Kellerportal mit außergewöhnlicher Flachreliefverzierung mit geometrischen Mustern. Im Türsturz befindet sich die Inschrift JOHANN GOTTFRIED MÖRGEL. ANNO 1775. | 1775    | 11700 DDB  |
| Bild gesucht BW           | Matzenbrunnen                       | Matzenbachswiesen (im Wald an der Landstraße nach Hainbrunn) LageFlur: 3, Flurstück: 53        | Der nordwestlich von Rothenberg gelegene Matzenbrunnen ist die Fassung einer alten Quelle. In seiner heutigen Form mit zwei länglichen, hintereinander angeordneten Becken und einer kleinen Treppenanlage stammt er aus dem frühen 20. Jahrhundert. Am Kopfende befindet sich die Jahreszahl 1556, die sicher sekundär eingehauen wurde. |         | 11716 DDB  |
| Bild gesucht BW           | Ev.-Luth. St. Martinskirche         | Neuer Weg 2 LageFlur: 23, Flurstück: 44                                                        | Die altlutherische Kirche des Ortes wurde 1883 aus örtlichem Buntsandstein erbaut. Die im neogotischen Stil erbaute Kirche weist einen polygonalen Chor auf, an den seitlich der im Sockel quadratische, im Aufbau aber oktogonale Turm mit Spitzhelm angebaut ist. Die Kirche geht auf die komplizierten kirchlichen Verhältnisse in Rothenberg während der frühen Neuzeit zurück, als sich die reformierte Kurpfalz nicht mit den lutherischen Standesherren auf gemeinsame Pfarrer einigen konnte, so dass es zur Ausbildung von zwei protestantischen Gemeinden kam. | 1883    | 11702 DDB  |
| Bild gesucht BW           | Berndsbrunnen                       | Odenwälder Landstraße LageFlur: 23, Flurstück: 227                                             | Längliche Anlage aus vier treppenartig hintereinander befindlichen Sandsteintrögen in einer gepflasterten und von einer Bruchsteinmauer eingefassten Anlage am südlichen Ortsende. Der Brunnenstock ist bezeichnet 1889 und trägt eine Tafel, die den Namen des Brunnens irrtümlich als Benzbrunnen wiedergibt. |         | 11698 DDB  |
| Bild gesucht BW           | Wegweiserstein                      | Schulstraße LageFlur: 1, Flurstück: 416                                                        | Rechteckiger, oben leicht gekuppelter Sandsteinpfeiler aus der Zeit um 1800 am Beginn des alten Hainbrunner Kirchpfades, mit der Inschrift Hainbrunn 1/2 Std. | um 1800 | 11706 DDB  |
| Bild gesucht BW           | Evangelische Pfarrkirche            | Schulstraße 2 LageFlur: 23, Flurstück: 74                                                      | Die 1882/83 aus Rothenberger Sandstein erbaute evangelische Pfarrkirche geht auf die ursprüngliche Kirche des Ortes zurück. Die im neogotischen Stil erbaute Kirche weist einen polygonalen Chor und ein wuchtiges Querhaus auf. Ihr Turm, der an der dem Chor gegenüberliegenden Giebelseite angebaut ist, wird von einem Spitzhelm bekrönt. | 1882/83 | 11703 DDB  |
| Bild gesucht BW           | Schule                              | Schulstraße 8 LageFlur: 23, Flurstück: 71                                                      | Fünfachsiger, zweistöckiger Sandsteinbau mit mittig angeordnetem dreistöckigen Risalit, in dessen Erdgeschoss sich auch das Portal des Gebäudes befindet. Das in zurückhaltender neogotischer Gestaltung 1870 erbaute Gebäude hat ein älteres Schulhaus von 1831 ersetzt und wurde um 1900 nach rechts um drei Achsen erweitert. Das Schulhaus prägt gemeinsam mit den beiden Kirchen das Ortsbild des Rothenberger Unterdorfes. | 1870    | 11704 DDB  |
| Bild gesucht BW           | Friedhofsmauer und Stellsteinreihen | Schulstraße 17/14, Bei der Kirche, Schulstraße 12 LageFlur: 1, 23, Flurstück: 65/2, 37, 67, 68 | Der ursprüngliche Friedhof des Ortes befand sich bis zu deren Neubau 1880 bei der evangelischen Pfarrkirche. Danach wurde der neue Friedhof angelegt, dessen Mauer eine Abdeckung mit Bischofsmützen hat. Im Umfeld des Friedhofs befinden sich mehrere Stellsteinreihen aus aufgerichteten Sandsteinplatten, die u. a. den beim Friedhof gelegenen Pfarrgarten sowie einige Bauerngärten während des Viehtriebs vor dem Eindringen des Viehs bewahren sollten. |         | 11705 DDB  |
| Bild gesucht BW           | Grenzsteine                         | Weißtannen (Hirschhorner Höhe, im „Bauwald“) LageFlur: 17, Flurstück: 158/1                    | Bei der Schutzhütte auf der Hirschhorner Höhe befinden sich zwei Grenzsteine. Der ältere ist ein Dreimärker aus dem frühen 17. Jahrhundert mit den Wappen der Grafen von Erbach und der Herren von Hirschhorn, der jüngere Grenzstein trägt die Jahreszahl 1786 und zeigt die drei Erbacher Sterne. |         | 11717 DDB  |
| Bild gesucht BW           | Hömerichbrunnen                     | Zweigrund (im Wald südlich Rothenberg) LageFlur: 5, Flurstück: 71/4                            | Der südlich von Rothenberg liegende, auch Hämerichsbrunnen genannte und von einer Quelle gespeiste Hömerichbrunnen wurde im 19. Jahrhundert mit zwei hintereinander angeordneten Sandsteinwannen neu gefasst. Der Brunnenstock am Kopfende wurde 1968 erneuert. |         | 11718 DDB  |

### Schöllenbach
| Bild                  | Bezeichnung                                         | Lage | Beschreibung | Bauzeit | Objekt-Nr. |
| --------------------- | --------------------------------------------------- | --- | --- | ------- | ---------- |
| Ostportal des Tunnels | Krähberg-Tunnel                                     | Am Mittelberg, Eisenbahn LageFlur: 7, 8, Flurstück: 1/10–13, 1/5, 1/8, 1/9, 3, 7, 8, 9, 17/9                                                                                           | 3100 m lange geradlinige Tunnelröhre | 1878–82 | 953837 DDB |
| Bild gesucht BW       | Bahnhof Krähberg                                    | Am Tunnel 1 LageFlur: 8, Flurstück: 17/6 | | 1882    | 952488 DDB |
| weitere Bilder        | Friedhof                                            | An der unteren Siegfriedstraße (Weißenbörner Weg) LageFlur: 1, Flurstück: 9 | Neuer Friedhof auf einer künstlich aufgeschütteten Terrasse östlich des alten Kirchhofs. Die Terrassierung mittels Trockenmauern zwischen Bach, Wiese und Wald führte zu einer ungewöhnlichen und seltenen, an die Landschaft angepasste Friedhofsanlagenform. |         | 11167 DDB  |
| Bild gesucht BW       | Ziehbrunnen                                         | Beim Hammer (gegenüber Untere Siegfriedstraße 22) LageFlur: 2, Flurstück: 56/2 | Großer runder Ziehbrunnen mit Fassung und Abdeckplatte aus Sandstein, vermutlich zu dem südlich oberhalb liegenden Bahnwärterhäuschen gehörend. Ein Pfad zwischen diesem Haus und dem Brunnen ist noch im Gelände wahrnehmbar. | 19. Jh. | 11175 DDB  |
| Bild gesucht BW       | Sachteil: Stellsteine                               | Ecksgasse 3 LageFlur: 2, Flurstück: 18/13 | Kurzer Abschnitt einer Stellsteinreihe zur Einfriedung eines Bauerngartens. |         | 11166 DDB  |
| Bild gesucht BW       | Strecken- und Schrankenwärterhaus und Dienstgebäude | Ecksgasse 15, Ecksgasse 10 LageFlur: 2, 3, Flurstück: 155/8, 211/6 | |         | 952490 DDB |
| Bild gesucht BW       | Eisenbahnbrücke                                     | Eisenbahn, Auf der Rechten Talseite LageFlur: 3, Flurstück: 211/7, 233 | | 1882    | 952489 DDB |
| Bild gesucht BW       | Odenwaldbahn (1), Mümlingtalbahn                    | Eisenbahn, Untere Siegfriedstraße 11, Untere Siegfriedstraße, Ecksgasse 15, Am Tunnel 1 LageFlur: 2, 3, 4, 8, 20, Flurstück: 155/6, 155/8, 155/9, 55/4, 211/7, 26/11, 17/6, 17/9, 22/4 | |         | 953582 DDB |
| Kirchbrunnen          | Kirchbrunnen                                        | Euterbach LageFlur: 1, Flurstück: 24/2 | Der Kirchbrunnen, die Quelle, die ursprünglich in der Kirche entsprang, tritt heute an der Kirchhofsmauer ans Tageslicht. Auch nach dem Ende der Wallfahrten wurde die Quelle von der Bevölkerung genutzt, als Waschplatz und – bis zur Installation von Wasserleitungen im Ort – auch zur Trinkwasserversorgung. Noch 1922, während einer großen Dürre, wurde das deutlich höher gelegene und somit trockenere Nachbardorf Hesselbach mit Trinkwasser aus dem Kirchbrunnen versorgt, welches mit Fässern bergauf geschafft werden musste |         | 11170 DDB  |
| Bild gesucht BW       | Landesgrenzstein                                    | In der Eider LageFlur: 1, Flurstück: 13 | Landesgrenzstein in Form eines Lagersteins. Neben der Jahreszahl 1752 sind ein Kreuz, der Erbacher Stern und das Mainzer Rad eingemeißelt. |         | 11177 DDB  |
| Bild gesucht BW       | Sachteil: Steinsteg über die Itter                  | Itterbach (Hinter Untere Siegfriedstraße 24) LageFlur: 2, Flurstück: 154/7 | Zum Haus Siegfriedstr. 24 gehörender, kleiner Steg über den Itterbach aus einer einzigen großen Sandsteinplatte. |         | 11176 DDB  |
| weitere Bilder        | Gasthaus „Krone“                                    | Obere Siegfriedstraße 31 LageFlur: 3, Flurstück: 118/1 | Ehemaliges Gasthaus „Krone“, früher mit einer Brauerei, deren doppelter Keller (um 1810/1822) noch existiert. Das repräsentative, zweigeschossiges Wohnhaus des späten 18. Jahrhunderts besteht aus zwei mit einem Krüppelwalmdach gedeckten, verschindelten Fachwerkgeschossen über einem massiven, sandsteinfarben verputzten Kellersockel. Davor befindet sich eine renovierte Freitreppe. Im Hof des Anwesens befindet sich ein sandsteinerner Sauerkrautständer aus dem Jahr 1777. |         | 11168 DDB  |
| weitere Bilder        | Odenwälder Einhaus                                  | Untere Siegfriedstraße 1, Untere Siegfriedstraße LageFlur: 2, Flurstück: 176/6, 33 | Typisches so genanntes Einhaus des südlichen Odenwalds. Die Wohnhälfte des eingeschossigen Hauses besteht aus verschindeltem Fachwerk und ist unterkellert. Die Wirtschaftshälfte besteht aus massivem Buntsandsteinmauerwerk. Abgesehen von der jüngeren Zugangstreppe zur Wohnhälfte und der Eindeckung ist das Gebäude im ursprünglichen Zustand. Neben dem Haus befindet sich ein ehemaliger Schweinestall mit Backofen. Eine kleine Brücke mit Wellenbrecher sowie die Reste einer Stellsteineinfriedung zum Nachbarhof runden das Ensemble ab. | um 1800 | 11171 DDB  |
| Bild gesucht BW       | Strecken- und Schrankenwärterhaus Nr. 10            | Untere Siegfriedstraße 11, Untere Siegfriedstraße LageFlur: 2, Flurstück: 155/6, 55/4                                                                                                  | | um 1930 | 952491 DDB |
| weitere Bilder        | Sachteil: Sockelgeschoss                            | Untere Siegfriedstraße 18 LageFlur: 2, Flurstück: 52/2 | Ehemaliges „Neues Hammerhaus“ des „Schöllenbacher Hammers“, 1768 vom Hammerherrn Johann Ludwig Rexroth erbaut. Sichtbar ist das aus Buntsandstein errichtete massive Sockelgeschoss mit steinernen Kellerschiebern und dem Hauszeichen im Portalsturz der nördlichen Haushälfte. Ein zweites Hauszeichen mit Schere, Initialen und dem Baudatum galt als verschwunden und ist erst 2014 im Zusammenhang mit Sanierungsarbeiten wieder aufgetaucht. Das Obergeschoss besteht aus vollständig modern verblendetem Fachwerk. Aufwändige Renovierungsmaßnahmen im Jahr 2014. | 1768    | 11173 DDB  |
| weitere Bilder        | Schneidmühle                                        | Untere Siegfriedstraße 18a LageFlur: 2, Flurstück: 61/1 | Ehemalige „Schneidmühle“ des „Schöllenbacher Hammers“ (= Hammerschmiede). Einstöckiger, verschindelter Fachwerkbau über einem massiv aus Buntsandstein gemauerten Kellergeschoss. Die einläufige Freitreppe war vor ein paar Jahren noch mit einem originalen schmiedeeisernen Geländer versehen, das inzwischen aber verschwunden ist. Unter der Freitreppe befindet sich der Kellereingang mit dem Berufszeichen der Hufschmiede und der Jahreszahl 1744 im Bogenscheitel. Aufwändige Sanierungsarbeiten im Jahr 2014. | 18. Jh. | 11174 DDB  |
| weitere Bilder        | Rathaus Hesseneck                                   | Weißenbörner Weg 1, Weißenbörner Weg (ehem. Untere Siegfriedstraße 6) LageFlur: 1, Flurstück: 23, 3                                                                                    | Zweigeschossiges, teilweise verschindeltes Fachwerkhaus in beherrschender Lage in der Mitte des Dorfes. Ursprünglich war das Gebäude eine Bäckerei, später das Schulhaus von Schöllenbach. Seit 1971 ist es das Rathaus der Gemeinde Hesseneck. | 1842    | 11172 DDB  |
| weitere Bilder        | Evangelische Pfarrkirche (Quellkirche)              | Weißenbörner Weg 2 (ehem. Untere Siegfriedstraße 2) LageFlur: 1, Flurstück: 6/1 | In der zweiten Hälfte des 15. Jahrhunderts wurde – vermutlich an der Stelle einer älteren Kapelle – über einer Quelle eine dreischiffige Kirche mit großem Chorkreuzgewölbe im spätgotischen Stil erbaut und im Jahre 1465 vom Schenken Philipp IV. zu Erbach eingeweiht. Da dem Wasser heilsame Wirkung nachgesagt wurde und weil ein in der Kirche angebrachtes Marienbild als wundertätig galt, entwickelte sich schon bald eine rege, vom Landesherren geförderte Wallfahrt zur Schöllenbacher Kirche. 1480 erfolgte die Aufstellung zweier weiterer Altäre zu Seiten des Marienaltars. Graf Eberhard XIII. von Erbach stiftete schließlich anlässlich seiner Hochzeit mit Maria von Wertheim den 1515 fertiggestellten, geschnitzten und reich verzierten Schöllenbacher Altar, auf dem der Stammbaum des Christus dargestellt ist, die so genannte Wurzel Jesse. Nachdem Erbach 1560 die Reformation eingeführt hatte, gingen die Wallfahrten drastisch zurück und die Kirche verfiel allmählich. Der Altar wurde bereits Anfang des 17. Jahrhunderts nach Erbach geschafft, wo er sich noch heute befindet. Kriege und Seuchen zogen Dorf und Kirche weiter in Mitleidenschaft, so dass schließlich bis ins 18. Jahrhundert hinein nur noch eine große Kirchenruine übrig geblieben war. Dieser Kirchbau, der zu guter Letzt auch kein Dach mehr aufwies, wurde als Totenkapelle genutzt. Erst 1782 wieder konstruierte man unter Verwendung des noch bestehenden Mauerwerks aber mit deutlich reduziertem Grundriss die Kirche in ihrer heutigen Gestalt. Unter den Sehenswürdigkeiten und Kulturdenkmälern Schöllenbachs ragt die Quellkirche besonders hervor. Die Kirche in ihrer rezenten Form ist ein Reduktionsbau aus dem Jahre 1782. Die noch vorhandenen Mauern des Chores der einstmals dreischiffigen Kirche von 1465 (siehe oben, Abschnitt Geschichte) wurden durch eine neue Wand abgetrennt und zu einem neuen Kirchengebäude ausgestaltet. Die verlorengegangene, vermutlich eingestürzte Decke wurde durch eine einfache Balkendecke ersetzt. Die verbliebenen restlichen Mauern wurden abgetragen und als Baumaterial an anderen Stellen der Grafschaft Erbach sekundär verwendet. Die für eine kleine Ortschaft wie Schöllenbach enorme, für einen Wallfahrtsort überregionaler Bedeutung durchaus angemessene Größe des Vorgängerbaus lässt sich noch erahnen: das heutige Portal zum Kirchhof entspricht dem früheren Kirchportal und Fragmente des gotischen Strebewerks an den Innenwänden weisen auf die ursprüngliche Höhe des Bauwerkes hin. Das Interieur der Kirche stammt hauptsäch aus der Zeit der ersten Renovierung in den Jahren 1863/1865. Hierzu zählen der Abendmahlsschrank und der Taufstein, die beide im neugotischen Stil ausgeführt sind, sowie das Altarbild von Adelheid Prinzessin zu Hohenlohe-Ingelfingen aus dem Jahr 1865, das 2004 restauriert worden ist. Eine weitere Renovierung der Kirche erfolgte in den Jahren 1971/1972. Dabei wurde unter anderem ein zuvor vermauerter Seiteneingang freigelegt und die Empore völlig neu gestaltet. 1975 erfolgte noch die Erneuerung der Orgel. |         | 11169 DDB  |

### Unter-Sensbach
| Bild            | Bezeichnung                                       | Lage                                                                                           | Beschreibung | Bauzeit | Objekt-Nr. |
| --------------- | ------------------------------------------------- | ---------------------------------------------------------------------------------------------- | --- | ------- | ---------- |
| Bild gesucht BW | Einhaus                                           | Alter Weg 7 LageFlur: 2, Flurstück: 221                                                        | Kleines gestelztes Einhaus mit Keller, Stall und Scheune im massiven Sockelgeschoss, darüber Wohnstock und Fruchtboden aus Fachwerk, bedeckt von einem Satteldach. Das Gebäude ist mit drei Arten von Schindeln verkleidet. Eine einläufge Freitreppe führt zur Haustüre an der Traufseite. An die südliche Giebelwand ist ein Schweinestall angebaut. | um 1800 | 11760 DDB  |
| Bild gesucht BW | Feldscheune                                       | Alter Weg 51 LageFlur: 4, Flurstück: 34                                                        | Scheunenbau aus konstruktivem Fachwerk, das zum Teil verlattet, zum Teil aber auch verschindelt ist. Der außenliegende Holzbeschlag des Scheunentors deutet auf ein hohes Alter. Die Scheune weist einen massiven Kellerstock auf, der im Sturz 1766 datiert ist. Da im Odenwaldkreis kaum noch Scheunen aus dem 18. Jahrhundert bestehen, ist das Gebäude vor allem von wissenschaftlichem Interesse. | 1766    | 11761 DDB  |
| Bild gesucht BW | Viadukte (über das Kurze Tal und den Rindengrund) | Eisenbahn, Im Rindengrund LageFlur: 11, 14, 17, Flurstück: 237, 96, 6                          | Zwei Viadukte aus Bruchsteinmauerwerk, verblendet mit Sandsteinquadern, die die beiden Täler auf ca. 60 Meter Länge überspannen und 1880/82 für die Odenwaldbahn erbaut wurden. | 1880/82 | 11776 DDB  |
| Bild gesucht BW | Odenwaldbahn (1), Mümlingbahn                     | Eisenbahn, Im Rindengrund LageFlur: 7, 11, 14, 17, Flurstück: 12, 13, 6, 237, 96, 4            | |         | 953586 DDB |
| Bild gesucht BW | Wohnhaus                                          | Falkenbergstraße 4 LageFlur: 1, Flurstück: 160                                                 | Einstöckiges Fachwerkhaus über massivem Keller-Stall-Sockel, der vordere Teil des Fachwerkaufbaus zu Wohnzwecken genutzt, im hinteren Drittel ein Scheunenteil. Das Haus wird von einem Satteldach bedeckt. Die Fachwerkgiebelseite nach Süden wurde treffend rekonstruiert. Eine an der Traufseite senkrecht zum Haus führende hohe Freitreppe, wie sie in dieser Konstruktion im Odenwaldkreis selten ist, wurde 1992 entfernt. Hinter dem Haus ist ein funktionstüchtiges Backhäuschen erhalten. |         | 11764 DDB  |
| Bild gesucht BW | Sachteil: Kellerportal                            | Gasse 24 LageFlur: 2, Flurstück: 301                                                           | Altes Kellerportal mit geradem Sturz, dieser datiert 1762. Der Rest des Hauses wurde später weitgehend umgestaltet. |         | 11765 DDB  |
| Bild gesucht BW | Laufbrunnen                                       | Im Ort (gegenüber Sensbacher Straße 129) LageFlur: 2, Flurstück: 287                           | Dorfbrunnen mit Brunnentrog und Jahreszahl 1904. Der Brunnen wurde 1860 errichtet und 1978 erneuert. |         | 11773 DDB  |
| Bild gesucht BW | Einhaus                                           | Salmshütte 2 LageFlur: 13, Flurstück: 55                                                       | Gut erhaltenes Odenwälder Einhaus im Übergang zu Streckhof, erbaut um 1800. Auf einem massiven Keller-Stall-Sockel ruht ein verschindeltes Fachwerkgeschoss, dessen linke Hälfte Stall und Garage bildet, während sich nach rechts die Wohnräume erstrecken. Zur Haustür führt traufseitig eine einläufige Freitreppe. | um 1800 | 11775 DDB  |
| Bild gesucht BW | Stellsteineinfriedung                             | Sensbacher Straße LageFlur: 2, Flurstück: 226                                                  | Außergewöhnlich vollständig erhaltene Stellsteineinfriedung aus Sandsteinplatten um einen Bauerngarten. |         | 11768 DDB  |
| Bild gesucht BW | Sachteil: Brunnentrog                             | Sensbacher Straße 68 LageFlur: 1, Flurstück: 181                                               | Im Rand des länglichen Brunnentrogs sind die drei Erbacher Sterne und das Wort Hepstahl mit dem Datum 1745 eingeritzt. Der heute über dem Mühlgraben der ehemaligen Mühle befindliche Trog diente einst zur Fassung einer Quelle im Schnuppengrund. |         | 11767 DDB  |
| Bild gesucht BW | Sachteil: Kellerportal                            | Sensbacher Straße 77 LageFlur: 2, Flurstück: 173                                               | Bauzeitliches Kellerportal mit Segmentbogensturz mit Schlussstein und reichen Reliefverzierungen an einem über der Haustür 1821 datierten Gebäude. Ähnliche Arbeiten befinden sich in Beerfelden-Airlenbach (Eichenstr. 32) und Beerfelden-Hetzbach (Erbacher Str. 24), vermutlich Werke eines reisenden Steinmetzen. | 1821    | 11766 DDB  |
| Bild gesucht BW | Sachteile: Brücke, Stellsteine und Steintisch     | Sensbacher Straße 92, Sensbacher Straße, Sensbach LageFlur: 2, Flurstück: 231, 242/1, 243, 245 | Die Stellsteinreihe, die mit verlegten Stellsteinen gepflasterten Wege, die aus zwei großen Sandsteinplatten konstruierte Brücke und der wohl aus einem Mühlstein hergestellte steinerne Tisch in den Grünflächen bei Sensbacher Straße 90–96 zeigen vielfältige Verwendungsmöglichkeiten von heimischem Sandstein im Bereich der bäuerlichen Kultur auf. |         | 11771 DDB  |
| Bild gesucht BW | Sachteile: Kellerportale und Laufbrunnen          | Sensbacher Straße 113 LageFlur: 2, Flurstück: 198                                              | Zwei Kellertüren des Gebäudes weisen in ihren Sandstein-Leibungen feine Ohrenprofile auf und stammen aus der zweiten Hälfte des 18. Jahrhunderts. Ein beim Gebäude erhaltener Laufbrunnen mit drei Trögen stammt aus dem 19. Jahrhundert. Der Brunnenstock ist in die Gartenumfriedung integriert. |         | 11769 DDB  |
| Bild gesucht BW | Sachteil: Laufbrunnen                             | Sensbacher Straße 117 LageFlur: 2, Flurstück: 200                                              | Der bei der 1883 erbauten Schule befindliche Laufbrunnen hat einen kleinen Trog von 1786 und einen Brunnenstock mit Knaufbekrönung, der 1887 datiert ist, sowie eine längliche Viehtränke. 1981 wurde die Anlage hintermauert, im Zuge dieser Maßnahme wurde auch die Fläche vor dem Brunnen mit unpassendem Verbundpflaster befestigt. |         | 11770 DDB  |
| Bild gesucht BW | Sachteil: Kellerportal                            | Sensbacher Straße 123 LageFlur: 2, Flurstück: 210                                              | Kellerportal mit rundbogigem Sturz sowie Rundstabprofil an der Leibung, im Scheitel mit Inschrift H. P. B. Anno 1778. Das restliche Gebäude ist weitgehend modern umgebaut. | 1778    | 11772 DDB  |
| Bild gesucht BW | Hubenhof                                          | Sensbacher Straße 127/129 LageFlur: 2, Flurstück: 209, 212                                     | Dreiseitiger, zur Straße hin offener Hubenhof mit großem giebelständigen Wohnstallhaus aus dem 17. und 18. Jahrhundert, das ursprünglich einstöckig war und später aufgestockt wurde und von einem flachen Satteldach bedeckt wird. Der Keller des Gebäudes datiert in der mit Verzierungen im Stil der Renaissance geschmückten Rundbogenleibung 1629. Nach Westen wird der Hof von einem Stall mit Wohnstock abgeschlossen. Der massive Quadersockel enthält sieben Schweineställe mit Datierungen 1756 und 1832, daran anschließend ein massiver Keller. Auf dem Sockel ruht ein vorkragender Fachwerk-Wohnstock, der an der Nordostecke über dem Keller polygonal gebrochen ist. In den Fenstern sind alte Bleiglasscheiben erhalten. Das Gebäude diente im 19. Jahrhundert als Altenteil und/oder Gesindewohnung und ist in seiner Konstruktion im Odenwaldkreis einmalig. |         | 11774 DDB  |
| Bild gesucht BW | Sachteile: Portale und Stellsteine                | Winterhelle 1, 3 und 5 (ehem. Brunnenstraße 1, 3, 5) LageFlur: 2, Flurstück: 202, 203, 204     | Die Portale von Stall und Keller des Gasthauses Krone weisen Ohrenprofile und eine Inschrift zur Errichtung des Gebäudes von 1766 auf. Der Garten hinter dem Gasthaus wird durch eine Stellsteinreihe begrenzt. |         | 11762 DDB  |

## Abgegangene Kulturdenkmäler
| Bild                                    | Bezeichnung                | Lage                                                                      | Beschreibung | Bauzeit | Objekt-Nr. |
| --------------------------------------- | -------------------------- | ------------------------------------------------------------------------- | --- | ------- | ---------- |
| Direkt Bild zu diesem Denkmal hochladen | Wohnhaus (abgerissen)      | Unter-Sensbach, Sensbacher Straße 81                                      | Einstöckiges traufständiges Fachwerkwohnhaus mit massivem Keller-Stall-Sockel, bedeckt von einem Satteldach. Zur Haustür im Fachwerkstock führte eine zweiläufige Freitreppe. |         | 11759 DDB  |
| Direkt Bild zu diesem Denkmal hochladen | Wohnhaus (abgerissen)      | Unter-Sensbach, Falkenbergstraße 1 Flur: 14, Flurstück: 22/4              | Einstöckiges Fachwerkhaus auf massivem Sockel mit Stall und Keller, bedeckt von einem Satteldach. An der Traufseite führte eine zweiläufige Freitreppe zur Haustür im Fachwerkwohnstock. In Anspielung an den Namen der Bewohner wies das Gebäude einen Reliefstein mit einem Holzschuh auf. In der Ausfachung neben der Haustür war die originale Farbfassung mit der Darstellung eines Hirsches erhalten. | 18. Jh. | 11763      |
| Bild gesucht BW                         | Wohnhaus (abgerissen)      | Rothenberg, Hauptstraße 31 LageFlur: 23, Flurstück: 245                   | Giebelständiges, verschindeltes einstöckiges Fachwerkhaus auf massivem hohen Sockelgeschoss mit Stall, bedeckt von einem Satteldach. Zur Haustüre an der Traufseite führte eine einläufige Freitreppe. Das Wohnhaus eines zur Straße hin offenen Kleingehöfts war das letzte Beispiel eines einst im Oberdorf häufigen Gebäudetyps. |         | 11696 DDB  |
| Bild gesucht BW                         | Schweinestall (abgerissen) | Airlenbach, Eichenstraße 73 LageFlur: 11, Flurstück: 41/1                 | Der Schweinestall mit integriertem Backhaus und Hühnerstall war am Portal datiert 1749 und damit der älteste Schweinestall im Odenwaldkreis. Das Gebäude wurde bereits vor 1998 abgerissen. | 1749    | 11895 DDB  |
| Bild gesucht BW                         | Wohnhaus (abgerissen)      | Airlenbach, Am Schulwald 1 (ehem. Kirchberg 1) LageFlur: 6, Flurstück: 13 | Das Fachwerkwohnhaus des Hofs in der Kirchbergstraße 1 war 1680 errichtet worden und eines der ältesten Bauernhäuser im südlichen Odenwaldkreis. Es wurde schon vor 1998 abgerissen. | 1680    | 10748 DDB  |
| Direkt Bild zu diesem Denkmal hochladen | Wohnhaus (abgerissen)      | Gammelsbach, Neckartalstraße 109 Flur: 8, Flurstück: 152/1                | Einstöckiges verschindeltes Fachwerkgebäude auf massivem Sockel, mit zweiläufiger Freitreppe und Satteldach mit Schleppgaube. Das Wohnhaus eines Hubenhofs war ausgesprochen groß dimensioniert. Seiner Fensteraufteilung und den Stockwerkshöhen nach zu urteilen, stammte das Gebäude wohl noch aus dem späten 17. Jahrhundert, wenngleich das massive Sockelgeschoss erst im ersten Drittel des 19. Jahrhunderts ausgebaut wurde. Aus dieser Umbauzeit stammte auch der Laufbrunnen des Anwesens, der im Stock 1836 datiert ist. Die zugehörige Scheune war fünfzonig und im südlichen Bereich unterkellert. Das Anwesen war mit steinernen Pfosten und einer Stellsteinreihe eingefriedet. Der markante Hubenhof hatte eine äußerst reizvolle Lage unterhalb der Burg Freienstein, wurde jedoch im späten 20. Jahrhundert abgerissen. |         | 10779 DDB  |